# Gobierno de Yamandú Orsi
El gobierno de Yamandú Orsi comenzó con su asunción e investidura como presidente de la República de Uruguay el 1.º de marzo de 2025, tras su victoria en la segunda vuelta de las elecciones generales de 2024.

## Antecedentes

### Candidatura y elección
El Frente Amplio, una fuerza política heterogénea de izquierda fundada el 5 de febrero de 1971, gobernó por primera vez en Uruguay, y de forma consecutiva, por 15 años entre 2005 y 2020 con las presidencias del médico Tabaré Vázquez —2005-2010 y 2015-2020— y el exguerrillero José Mujica —2010-2015—, rompiendo con el viejo bipartidismo uruguayo de los Partidos Tradicionales. Durante el proceso de definición de precandidatos presidenciales para las elecciones de 2019, en un contexto de renovación de dirigentes nacionales, el entonces intendente de Canelones Yamandú Orsi fue mencionado por el expresidente José Mujica —líder de su sector político, el MPP— como un posible precandidato. Sin embargo, Orsi descartó esa posibilidad en aquel momento. Las elecciones internas de junio de 2019 definieron al entonces intendente de Montevideo, Daniel Martínez, como candidato a la presidencia por el Frente Amplio, y en octubre de ese año Orsi fue nombrado como su jefe de campaña rumbo al balotaje. El balotaje de 2019 dio como resultado la derrota electoral del Frente Amplio contra el candidato nacionalista Luis Lacalle Pou, dejando el gobierno tras 15 años consecutivos de su ejercicio.
Casi un año después, Yamandú Orsi fue reelecto como intendente de Canelones en los comicios departamentales de 2020, lo que lo perfiló como un posible precandidato para las siguientes internas. A principios de marzo de 2023, el sector frenteamplista Vertiente Artiguista fue el primero en formalizar su respaldo a la precandidatura de Yamandú Orsi para las elecciones internas de 2024. Poco días después, el MPP anunció también de forma oficial su apoyo a Orsi. El 10 de diciembre de 2023 fue proclamado oficialmente como precandidato por el Congreso del Frente Amplio. El 20 de febrero de 2024, presentó formalmente su renuncia ante la Junta Departamental de Canelones para dedicarse a la campaña presidencial; renuncia que fue programada para el 1.º de marzo de 2024. En las elecciones internas de junio, Orsi se impuso sobre los otros precandidatos Carolina Cosse y Andrés Lima, y fue ungido como candidato del Frente Amplio para la elección general de octubre. Ese mismo día confirmó a Carolina Cosse, entonces intendenta de Montevideo y su rival en la interna, como su compañera de fórmula.
Al respecto de los dos plebiscitos que serían sometidos a consulta popular en la elección, se posicionó en contra de ambos: tanto del referido a habilitar los allanamienos nocturnos, como el de modificación al sistema de seguridad social. El 16 de septiembre, presentó en la plaza de toros Real de San Carlos de Colonia del Sacramento los principales lineamientos de su programa de gobierno. En la primera vuelta de las elecciones generales celebradas el 27 de octubre, la fórmula Orsi - Cosse fue la más votada, consiguiendo una mayoría absoluta en la Cámara de Senadores y una minoría mayoritaria en la Cámara de Representantes. El 17 de noviembre participó de un debate presidencial junto al candidato del Partido Nacional y de la Coalición Republicana, Álvaro Delgado. La fórmula Orsi - Cosse se impuso en la segunda vuelta realizada el 24 de noviembre, obteniendo el 52% de los votos contra el 48% de la fórmula Delgado - Ripoll.
Tras la proyección de los resultados, fue saludado por diversos mandatarios, como los presidentes de Chile, Brasil, México, España, Guatemala y Venezuela: Gabriel Boric, Luiz Inácio Lula da Silva, Claudia Sheinbaum, Pedro Sánchez, Bernardo Arévalo y Nicolás Maduro, respectivamente. Asimismo, líderes políticos internacionales también felicitaron a la fórmula electa, como Cristina Fernández de Kirchner, Mauricio Macri, Yolanda Díaz y Claudia López Hernández. Según analizaron distintos politólogos, la falta de mayorías parlamentarias conseguidas en la elección llevaría a una dinámica de gobernabilidad distinta a la de previas administraciones frenteamplistas, implicando mayor negociación entre los dos bloques.

### Período de transición

#### Noviembre de 2024
El domingo 24 de noviembre de 2024, tras confirmarse la victoria de la fórmula frenteamplista Orsi - Cosse, el presidente de la República, Luis Lacalle Pou, a través de la red social X, se comunicó con Yamandú Orsi para felicitarlo y comunicar el inicio de la transición. Tras la noche del balotaje, la primera actividad pública de Orsi como presidente electo fue al día siguiente visitando al expresidente José Mujica y a su esposa, la exvicepresidenta Lucía Topolansky, en su residencia particular. El miércoles 27 de noviembre se reunieron por primera vez el presidente Luis Lacalle Pou y el electo Yamandú Orsi en Torre Ejecutiva, dando inicio formal a la transición. Dirigentes del gobierno electo ubicaron su sede de trabajo en el Hotel Hampton by Hilton Montevideo, en el barrio Carrasco. En la tarde del jueves 28 Orsi viajó junto a Gabriel Oddone, previsto ministro de economía; Alejandro Sánchez, previsto secretario de presidencia; y Álvaro Padrón, su asesor en asuntos internacionales; a Brasilia para mantener una reunión al día siguiente con el presidente brasileño Luiz Inácio Lula da Silva. En los días siguientes hubo desacuerdos en declaraciones de prensa entre Orsi y Oddone por si rebajar o no la edad jubilatoria nuevamente a 60 años.

#### Diciembre de 2024

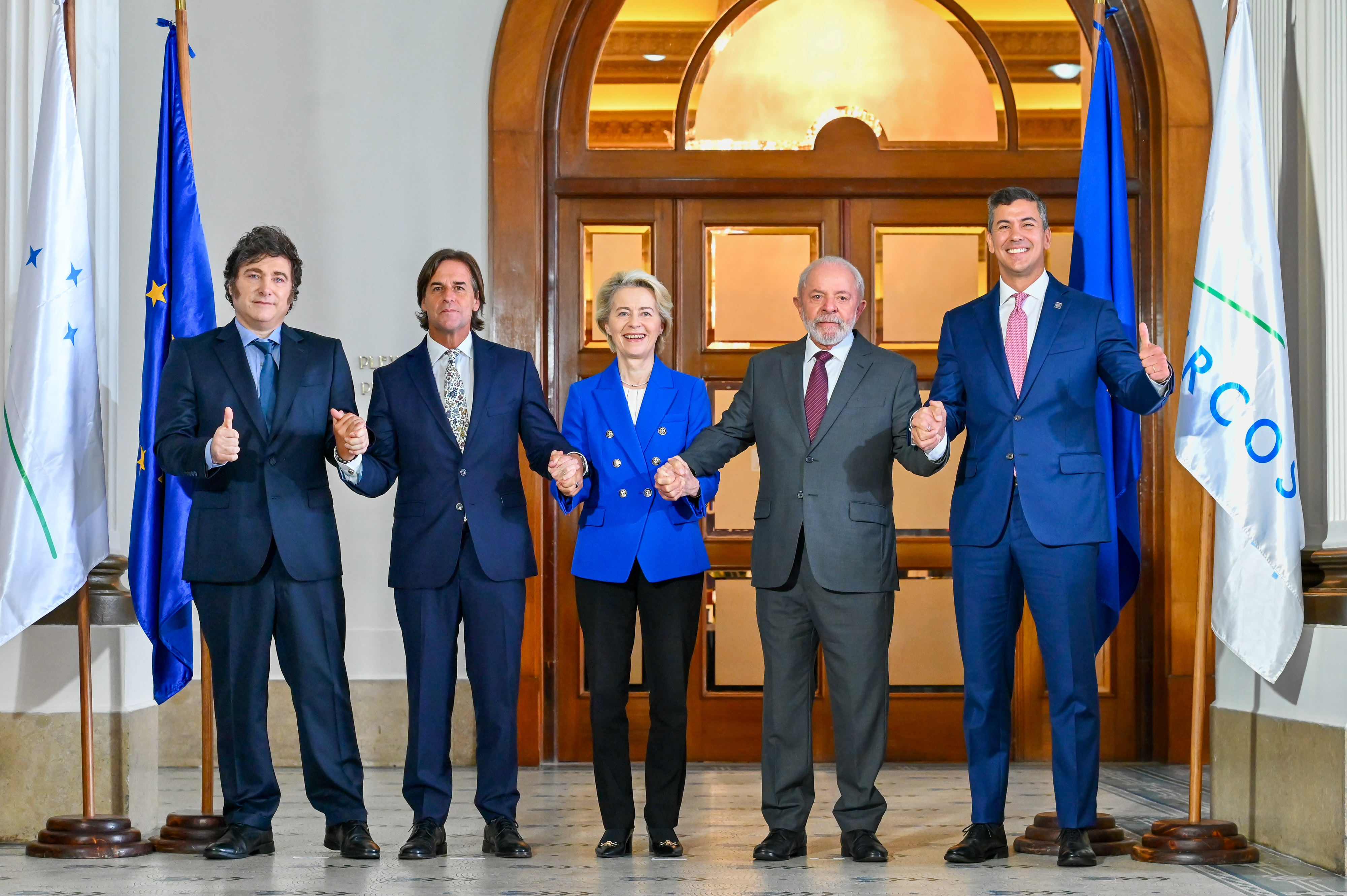
Cumbre del MERCOSUR celebrada en Montevideo el mes de diciembre del año 2024. De izquierda a derecha: Javier Milei, presidente de Argentina; Luis Lacalle Pou, presidente de Uruguay; Ursula von der Leyen, presidente de la Comisión Europea; Lula da Silva, presidente de Brasil; y Santiago Peña, presidente de Paraguay.

En los primeros días de diciembre hubo desacuerdos entre la vicepresidente electa y el presidente electo sobre la vigencia de los TLCs, a raíz de una reunión de Cosse con el embajador chino en Uruguay, donde Orsi afirmó en rueda de prensa que dichos tratados «pasaron de moda». Posteriormente, ambos dirigentes se reunieron en una rueda de prensa donde aclararon que no existían desacuerdos sobre esta cuestión. El viernes 6 de diciembre se dio inicio a la Cumbre del MERCOSUR en Montevideo a la que Yamandú Orsi asistió como invitado del presidente Luis Lacalle Pou, y donde el presidente electo mantuvo encuentros bilaterales con varios mandatarios de la región. En dicha cumbre se cerró el texto definitivo del tratado de libre comercio entre el MERCOSUR y la Unión Europea después de casi 25 años de negociaciones.

El lunes 9 de diciembre el Ministerio de Ambiente habilitó el proyecto de una nueva planta potabilizadora en Arazatí, conocido también como proyecto Neptuno, a lo que el presidente Lacalle adelantó que no pondría «freno de mano», pero sí buscaría un «punto intermedio» con la administración entrante. En esta discusión, la vicepresidenta electa Carolina Cosse afirmó que la «prioridad» para la próxima administración sería el proyecto Casupá ―otro proyecto planteado para obtener más agua de la misma fuente, en el Santa Lucía―. Durante esa semana dirigentes del gobierno electo plantearon la posibilidad de implementar un IVA personalizado. 

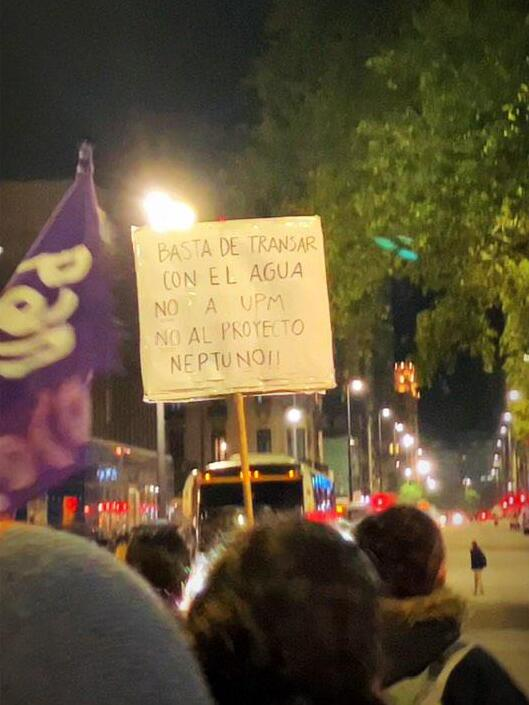
Cartel presente en una movilización contraria al proyecto Neptuno. Montevideo, mayo de 2023.

En el mediodía del lunes 16 de diciembre fue presentado el gabinete de ministros y subsecretarios del gobierno electo en el hotel Radisson de Montevideo. Así, durante el transcurso del resto diciembre, se inició la transición en distintos ministerios como en la cartera de Economía y Finanzas, en la de Trabajo, en el MIDES y en el de Educación y Cultura. Durante esta etapa varios ministros designados realizaron planteamientos ante la prensa: Lucía Etcheverry, ministra de Industria prevista, afirmó que se debería «renegociar el contrato» con la empresa Katoen Natie sobre el puerto de Montevideo, argumentando una «lesión de la soberanía»; Cristina Lustemberg, ministra de Salud prevista, planteó «revisar» la ley de aborto ―Ley N.º 18987― ante la posibilidad de aumentar su límite; y José Carlos Mahía, ministro de Educación y Cultura previsto, adelantó su intención de impulsar un proyecto de ley que derogue el artículo de la Ley de Urgente Consideración ―LUC― que eliminó los consejos de Educación Primaria, Secundaria y Técnico Profesional electos por docentes.
En materia de derechos humanos, el martes 17 de diciembre el Frente Amplio no votó la «gravedad y urgencia» del tratamiento de una declaración presentada por partidos de la coalición de gobierno en el Senado sobre la situación en Venezuela, donde entre distintos temas se recordaba la situación de Fabián Buglione, uruguayo desaparecido en Venezuela desde hace más de un mes en ese momento. Asimismo, tras ser divulgados por la prensa, se volvieron polémicos los dichos de la exvicepresidenta Lucía Topolansky, recopilados en el libro Los Indomables del periodista Pablo Cohen, en los que afirmaba conocer personas que «mintieron» en procesos judiciales para lograr la condena de varios militares acusados por violaciones a los derechos humanos durante la dictadura cívico-militar. Ese mismo día, con la publicación de un adelanto a una entrevista a José Mujica del programa radial Fácil Desviarse, el expresidente reafirmó los dichos de su esposa: «sé que hubo casos». La Mesa Política Nacional del Frente Amplio sesionó para desmarcarse de los dichos de estos dirigentes; el presidente electo también se desmarcó de dichas declaraciones; y la organización civil Madres y Familiares de Detenidos Desaparecidos emitió un comunicado de repudio.
Además, durante este mes hubo polémicas entre autoridades del gobierno y del gobierno electo sobre el contenido del contrato entre el Estado uruguayo y la empresa internacional HIF Global sobre el proyecto de esta última de construcción de una planta de hidrógeno verde en Paysandú. A finales de mes se dio el primer encuentro oficial del gabinete ministerial y se cambió la sede de trabajo del Hotel Hampton by Hilton Montevideo al edificio Plaza Alemania, en el barrio Palermo. Allí el presidente electo recibió a la expresidenta de Brasil y presidenta del Nuevo Banco de Desarrollo del BRICS ―NBD―, Dilma Rousseff. La titular del NBD le propuso al presidente electo la adhesión de Uruguay al banco; el ingreso del país al NBD fue aprobado en 2021, durante la administración de Luis Lacalle Pou, pero su formalización no ocurrió en los hechos.

#### Enero de 2025

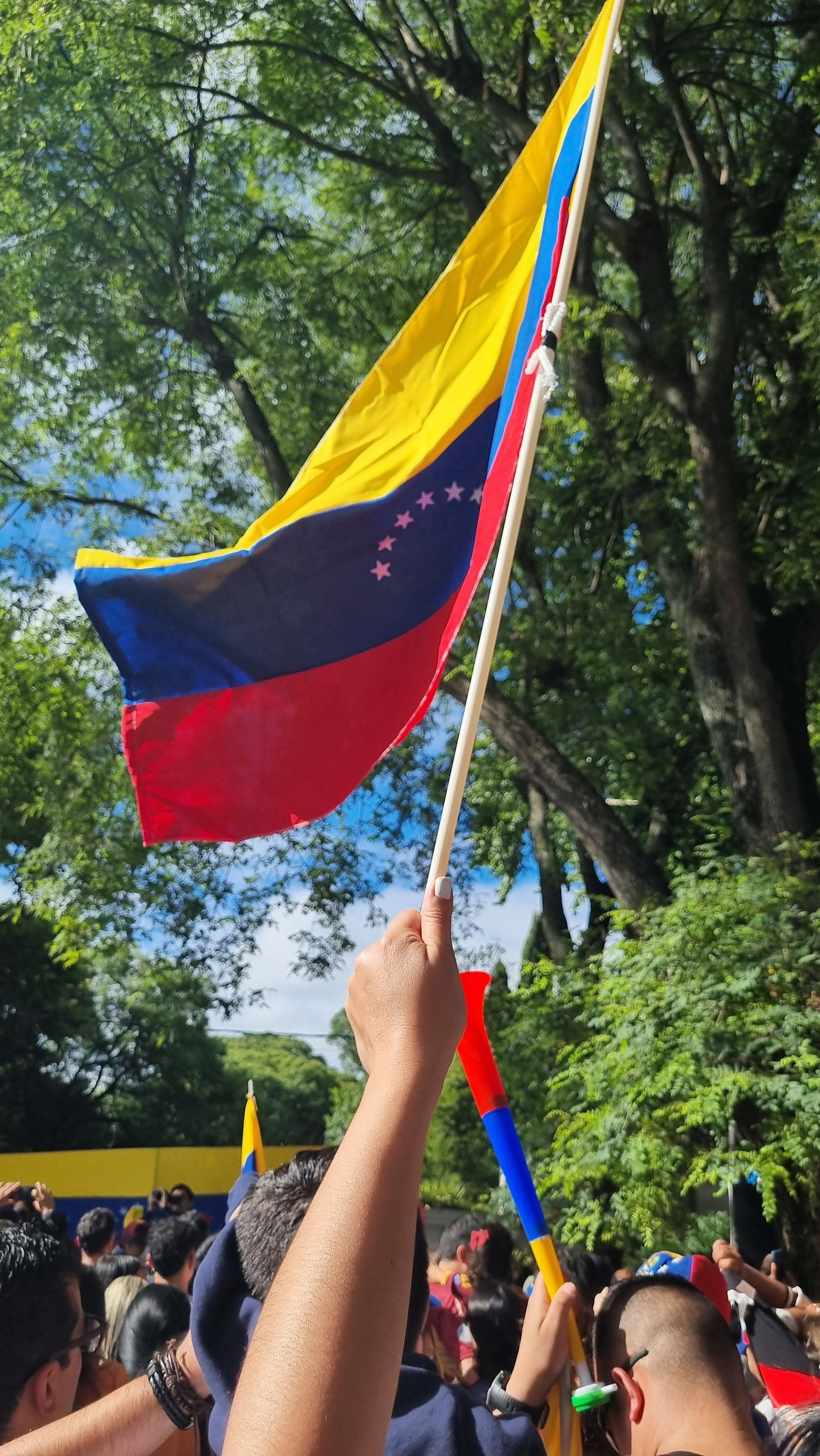
Bandera venezolana levantada durante la visita de Edmundo González Urrutia a Uruguay, el viernes 4 de enero de 2025.

El viernes 4 de enero el presidente Lacalle se reunió con el presidente electo de Venezuela, Edmundo González Urrutia, en la residencia presidencial Suárez y Reyes; reunión a la que Yamandú Orsi no asistió. A mediados de enero el gobierno electo se distanció de la idea de modificar la materia impositiva en el primer año de gobierno, incluyendo el proyecto del IVA personalizado; Yamandú Orsi se operó de cataratas en los ojos; y la Comisión Permanente del Parlamento se reunió y aprobó una declaración que describió como «dictadura» al gobierno venezolano y de «golpe de Estado» la asunción del 10 de enero de Nicolás Maduro, sin contar con los votos del Frente Amplio. Además, durante el transcurso de todo el mes se inició a la transición en los restantes ministerios: en Salud, Interior, Transporte, Defensa, Vivienda, Turismo, Ganadería, Industria y finalmente Ambiente.
En la mañana del jueves 23 de enero, el gobierno firmó en Torre Ejecutiva el contrato que dio inicio al proyecto Arazatí, generando discrepancias con autoridades del gobierno electo. Más tarde ese mismo día, el presidente electo Yamandú Orsi recibió a Álvaro Delgado, excandidato nacionalista, siendo la primera reunión mano a mano entre ambos candidatos presidenciales del balotaje tras las elecciones de 2024. El sábado 25 el presidente electo Orsi transmitió sus condolencias por redes sociales a la familia del soldado uruguayo fallecido y a los otros militares heridos en servicio de una misión de paz en la República Democrática del Congo tras un ataque del grupo rebelde M23. El lunes 27 de enero, la Mesa Política Nacional de Frente Amplio emitió un comunicado declarándose en contra del proyecto Arazatí.

#### Febrero de 2025
Durante la primera semana de febrero Yamandú Orsi confirmó que por motivos familiares se no mudaría a la residencia presidencial de Suárez y Reyes después de su asunción; el presidente chileno Gabriel Boric visitó Uruguay y se reunió con Lacalle, Mujica y Orsi; y se celebró el Congreso de intendentes donde coincidieron Lacalle y Orsi. El jueves 13 de febrero, el secretario de presidencia previsto, Alejandro Sánchez, afirmó ante la prensa que se invitó a la ceremonia del cambio de mando todos los presidente con los cuales Uruguay tiene relaciones diplomáticas. Al día siguiente, el presidente Lacalle vetó las invitaciones realizadas a los mandatarios de Cuba, Nicaragua y Venezuela. El 15 de febrero asumieron los nuevos parlamentarios de la Asamblea General, la L Legislatura para ambas Cámaras. En los días siguientes hubo distintos anuncios, como un posible cambio de nombre al Ministerio de Educación y Cultura, y la creación de una nueva secretaría bajo la órbita de la presidencia. Además, se iniciaron las conversaciones para la entrega de cargos públicos a la oposición. Asimismo, hubo contestaciones de parte de dirigentes frenteamplistas a la propuesta de Gabriel Oddone de desindexar salarios. El jueves 27, el gobierno saliente publicó un documento con un resumen de su gestión llamado «Uruguay más libre», y al día siguiente, último día de gestión, el gobierno de Lacalle sostuvo su última reunión oficial con el Consejo de Ministros, tanto con los vigentes como con anteriores, en la Torre Ejecutiva.

## Asunción

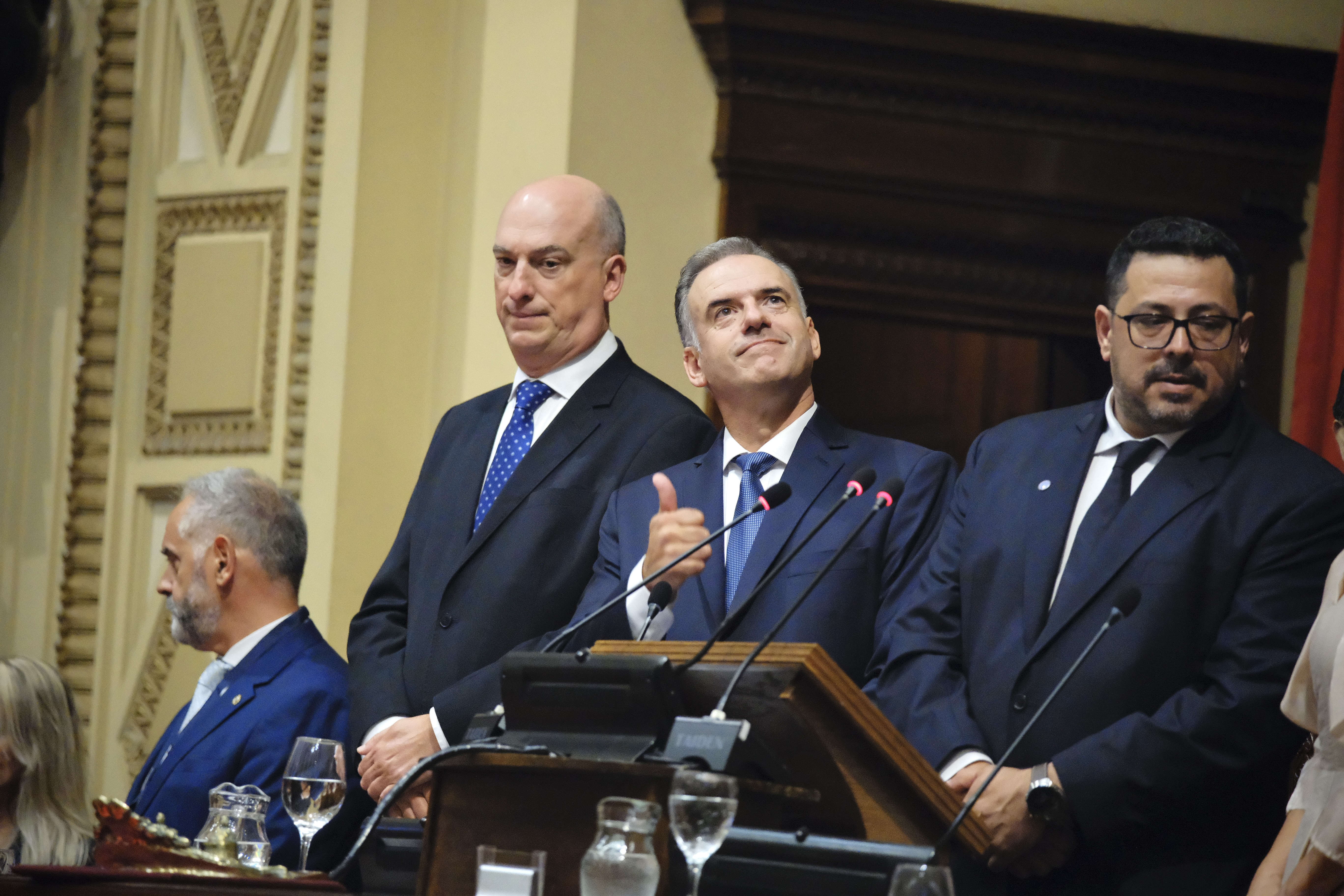
Yamandú Orsi ante la Asamblea General para presentar juramento y ser ungido como presidente de la República.

El sábado 1.º de marzo de 2025 se llevó a cabo la investidura presidencial de Yamandú Orsi como 43.º presidente constitucional de Uruguay, primero en el Palacio Legislativo, ante la Asamblea General, y luego en la Plaza Independencia, donde el presidente saliente Luis Lacalle Pou hizo entrega de la banda presidencial. Asimismo, también prestó juramento Carolina Cosse como 19.ª vicepresidenta de Uruguay, y el Estado uruguayo celebró 40 años de democracia ininterrumpida.
El evento comenzó con una sesión ante la Asamblea General, donde el presidente y la vicepresidenta electos prestaron su compromiso de honor frente a diputados y senadores. Luego, se realizó un desfile por Avenida Libertador hasta la Plaza Independencia escoltados por el cuerpo de Blandengues, guardia ceremonial del Poder Ejecutivo. El presidente y la vicepresidenta se desplazaron en un Hyundai Ioniq 5 eléctrico, que había sido adaptado para la ocasión. Llegados a la Plaza Independencia, el presidente saliente le entregó la banda presidencial al entrante, se realizó un acto protocolar con honores militares y el primer discurso público del nuevo presidente. La jornada finalizó con la presentación del gabinete y el saludo a las delegaciones extranjeras en el Palacio Estévez.

## Gabinete
Partidos:      Frente Amplio /      Independiente
Sectores políticos:      MPP /      Seregnistas /      Partido Comunista /      Vertiente Artiguista /      La Amplia /      Partido Socialista /      El Abrazo /      Progresistas 76
| Gabinete del gobierno de Yamandú Orsi              | Gabinete del gobierno de Yamandú Orsi | Gabinete del gobierno de Yamandú Orsi | Gabinete del gobierno de Yamandú Orsi    | Gabinete del gobierno de Yamandú Orsi | Gabinete del gobierno de Yamandú Orsi | Gabinete del gobierno de Yamandú Orsi    |
| Ministerio                                         | Titular                               | Titular                               | Período                                  | Subsecretario                         | Subsecretario                         | Período                                  |
| -------------------------------------------------- | ------------------------------------- | ------------------------------------- | ---------------------------------------- | ------------------------------------- | ------------------------------------- | ---------------------------------------- |
| Ministerio de Ambiente                             |                                       | Edgardo Ortuño                        | Desde el 1 de marzo de 2025              |                                       | Leonardo Herou                        | 1 de marzo de 2025 - 10 de julio de 2025 |
| Ministerio de Ambiente                             |                                       | Edgardo Ortuño                        | Desde el 1 de marzo de 2025              | Óscar Caputi                          | Desde el 10 de julio de 2025          |                                          |
| Ministerio de Defensa Nacional                     |                                       | Sandra Lazo                           | Desde el 1 de marzo de 2025              |                                       | Joel Rodríguez                        | Desde el 1 de marzo de 2025              |
| Ministerio de Desarrollo Social                    |                                       | Gonzalo Civila                        | Desde el 1 de marzo de 2025              |                                       | Federico Graña                        | Desde el 1 de marzo de 2025              |
| Ministerio de Economía y Finanzas                  |                                       | Gabriel Oddone                        | Desde el 1 de marzo de 2025              |                                       | Martín Vallcorba                      | Desde el 1 de marzo de 2025              |
| Ministerio de Educación y Cultura                  |                                       | José Carlos Mahía                     | Desde el 1 de marzo de 2025              |                                       | Gabriela Verde                        | Desde el 1 de marzo de 2025              |
| Ministerio de Ganadería, Agricultura y Pesca       |                                       | Alfredo Fratti                        | Desde el 1 de marzo de 2025              |                                       | Matías Carámbula                      | Desde el 1 de marzo de 2025              |
| Ministerio de Industria, Energía y Minería         |                                       | Fernanda Cardona                      | Desde el 1 de marzo de 2025              |                                       | Eugenia Villar                        | Desde el 1 de marzo de 2025              |
| Ministerio del Interior                            |                                       | Carlos Negro                          | Desde el 1 de marzo de 2025              |                                       | Gabriela Valverde                     | Desde el 1 de marzo de 2025              |
| Ministerio de Relaciones Exteriores                |                                       | Mario Lubetkin                        | Desde el 1 de marzo de 2025              |                                       | Valeria Csukasi                       | Desde el 1 de marzo de 2025              |
| Ministerio de Salud Pública                        |                                       | Cristina Lustemberg                   | Desde el 1 de marzo de 2025              |                                       | Leonel Briozzo                        | Desde el 1 de marzo de 2025              |
| Ministerio de Trabajo y Seguridad Social           |                                       | Juan Castillo                         | Desde el 1 de marzo de 2025              |                                       | Hugo Barreto                          | Desde el 1 de marzo de 2025              |
| Ministerio de Transporte y Obras Públicas          |                                       | Lucía Etcheverry                      | Desde el 1 de marzo de 2025              |                                       | Claudia Peris                         | Desde el 1 de marzo de 2025              |
| Ministerio de Turismo                              |                                       | Pablo Menoni                          | Desde el 1 de marzo de 2025              |                                       | Ana Claudia Caram                     | Desde el 1 de marzo de 2025              |
| Ministerio de Vivienda y Ordenamiento Territorial  |                                       | Cecilia Cairo                         | 1 de marzo de 2025 - 17 de abril de 2025 |                                       | Christian Di Candia                   | Desde el 1 de marzo de 2025              |
| Ministerio de Vivienda y Ordenamiento Territorial  |                                       | Tamara Paseyro                        | Desde el 21 de abril de 2025             |                                       | Christian Di Candia                   | Desde el 1 de marzo de 2025              |
| Secretaría/Oficina                                 | Titular                               | Titular                               | Período                                  | Prosecretario/Subdirector             | Prosecretario/Subdirector             | Período                                  |
| Secretaría de Presidencia de la República          |                                       | Alejandro Sánchez                     | Desde el 1 de marzo de 2025              |                                       | Jorge Díaz                            | Desde el 1 de marzo de 2025              |
| Oficina de Planeamiento y Presupuesto              |                                       | Rodrigo Arim                          | Desde el 1 de marzo de 2025              |                                       | Jorge Polgar                          | Desde el 1 de marzo de 2025              |
| Secretaría de Deporte                              |                                       | Alejandro Pereda                      | Desde el 1 de marzo de 2025              |                                       | Gabriela Freire                       | Desde el 1 de marzo de 2025              |
| Secretaría de Ciencia y Generación de Conocimiento |                                       | Por definir                           | Previsto para el 2025.                   |                                       | Por definir                           | Previsto para el 2025.                   |

## Política ambiental y de animales

### Políticas sobre animales

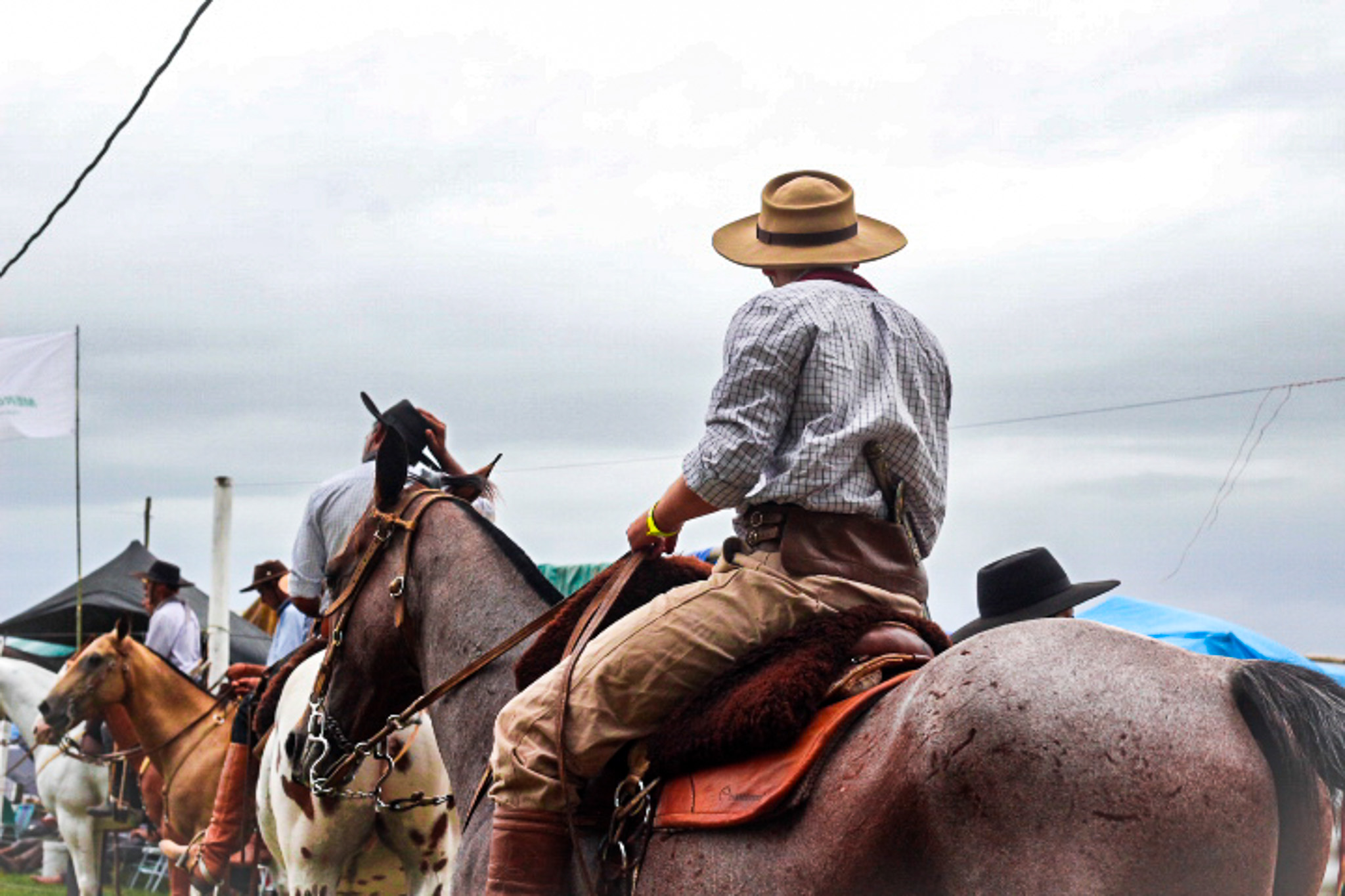
Caballo y jinete en el Festival de Rotary de India Muerta, febrero de 2025.

El miércoles 12 de marzo de 2025 el presidente Orsi firmó una resolución para postergar por 180 días la aplicación del nuevo reglamento de jineteadas del Instituto Nacional de Bienestar Animal —INBA—, que entró en vigor el pasado 10 de febrero, y que generó la suspensión de varias criollas en el interior del país. El 24 de mayo el Ministerio de Ambiente anunció la creación de un grupo de trabajo contra la amenaza nacional del picudo rojo, insecto catalogado como plaga que ingresó a Uruguay en 2022.

### Política del agua
El Proyecto Neptuno, o Proyecto Arazatí, un proyecto de desarrollo de infraestructura hídrica en la zona de Arazatí del departamento de San José, fue uno de las principales polémicas de la transición de gobierno de Luis Lacalle Pou - Yamandú Orsi; siendo firmado el jueves 23 de enero de 2025 sin el apoyo de las autoridades electas. Edgardo Ortuño, el ministro de Ambiente de Yamandú Orsi, en su ceremonia de asunción del jueves 6 de marzo de 2025, solicitó a OSE retomar la construcción de la represa de Casupá, en el departamento de Florida —la alternativa a Arazatí para el Frente Amplio—. A finales de mes, el martes 25 de marzo, tras el primer Consejo de Ministros del gobierno se anunció que se iniciaría la renegociación del proyecto Arazatí. El viernes 11 de abril, el gobierno y el consorcio Aguas de Montevideo llegaron a un acuerdo para suspender por 90 días la ejecución del contrato del proyecto, estableciendo una mesa permanente que discutiría en esos días con el objetivo de renegociar el contrato.
Por otro lado, a principios de mayo el ministerio de Ambiente convocó a instituciones y organizaciones para el estudio de la modificación del decreto 253/79, promulgado en mayo de 1979, que reúne los criterios para los estándares de calidad del agua. El 19 de mayo distintas organizaciones civiles presentaron un recurso de nulidad del contrato del proyecto Arazatí, afirmando que el proyecto es inconstitucional; y el 22 de mayo el ministro Ortuño afirmó que la construcción de la represa en Casupá «es una realidad» y que está «resuelta». Asimismo, el ministro afirmó que la inversión de Casupá está prevista en 130 millones de dólares, con el financiamiento a cargo del CAF - Banco de Desarrollo de América Latina y el Caribe. El miércoles 4 de junio, el Tribunal de lo Contencioso Administrativo —TCA— rechazó la demanda presentada en 2022 por Edgardo Ortuño, en ese momento director por la oposición de OSE, contra ese organismo para anular el avance del proyecto Arazatí.
El miércoles 16 de junio fue anunciado el cancelamiento del proyecto Arazatí, y la continuación de las negociaciones con el Consorcio Arazatí —anteriormente Aguas de Montevideo— con el objetivo de no romper el contrato, sino avanzar en una planta potabilizadora en Aguas Corrientes. El martes 19 de agosto el ministro Ortuño fue interpelado en la Cámara de Representantes por la cancelación del proyecto Neptuno.

### Búsqueda de petróleo
El Ministerio de Ambiente convocó el martes 5 de julio de 2025 a una audiencia pública en Maldonado donde se presentaron y analizaron los estudios de impacto ambiental correspondientes a los proyectos presentados por Apa Exploration Uruguay, y Searcher Geodata Uk Limited para prospección sísmica tridimensional submarina en distintos bloques del mar uruguayo como una fase inicial de la exploración de posibles yacimientos de petróleo y gas.

### Desastres ambientales
El lunes 10 de marzo de 2025 se produjo un derrame de ácido sulfúrico en el muelle de la planta de la empresa de celulosa UPM, en Fray Bentos, durante la descarga del producto químico desde un buque. Meses después, el jueves 31 de julio, el Ministerio de Ambiente impuso una multa de 4.000 y 1.000 unidades reajustables a UPM —lo que equivale a 9,1 millones de pesos— por el derrame de ácido sulfúrico de marzo, mediante una resolución emitida el 17 de julio por haber incumplido el Plan de Gestión Ambiental de Operación. El domingo 17 de agosto, ANCAP resolvió parar la refinería de La Teja por falta de crudo debido a rotura en la boya petrolera de José Ignacio detectada el 3 de agosto.

## Política en ciencia y tecnología
El miércoles 26 de marzo de 2025 el programa Ceibal lanzó la iniciativa EduIA Lab, pensado como el «primer laboratorio regional de inteligencia artificial en educación», la propuesta adoptó como objetivo desarrollar y dar disponibilidad a herramientas de IA en los salones de clase, así como también sistematizar conocimiento y fortalecer capacidades a nivel regional. El miércoles 21 de mayo se lanzó el programa Uruguay Innova, con la idea de potenciar el sistema de investigación e innovación desde una perspectiva estratégica. Asimismo, se anunció que la secretaría, prometida en la transición de gobierno, pensada para guiar la política científica dentro del ámbito de la presidencia de la República se llamaría «Secretaría de Ciencia y Generación de Conocimiento». El martes 17 de junio el presidente Yamandú Orsi asistió a la presentación del centro educativo Tumo.

## Política en Derechos Humanos

### Política de género

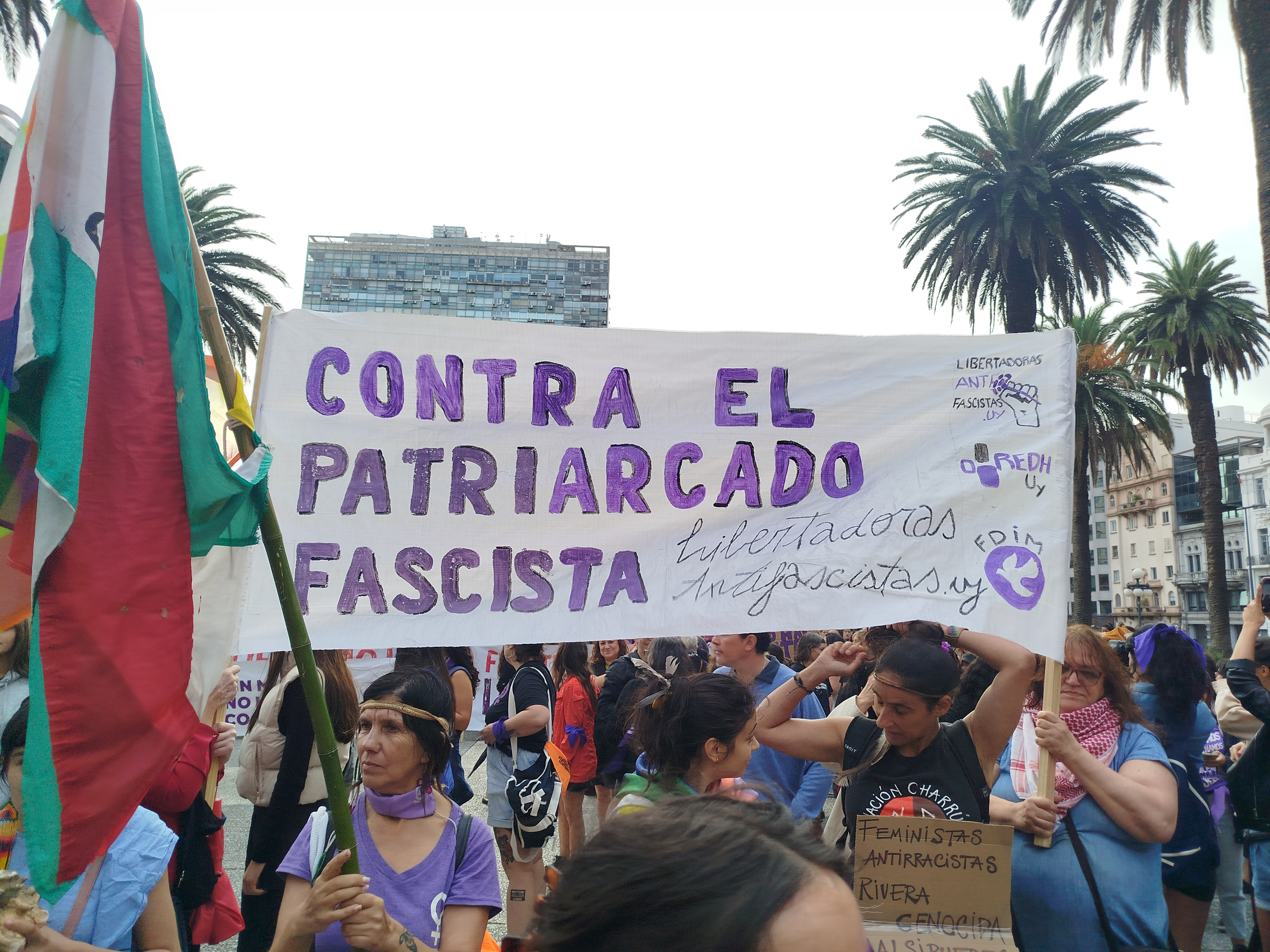
Pancarta en el 8M de 2025 en Montevideo.

El 8 de marzo de 2025 el Palacio Legislativo se iluminó por primera vez de color violeta por el Día internacional de la Mujer. El lunes 10 de marzo se realizó en Torre Ejecutiva una actividad bajo la consigna «Cuando todas las mujeres avanzan, la sociedad avanza» donde participaron el presidente Yamandú Orsi, la vicepresidenta Carolina Cosse, el ministro del MIDES Gonzalo Civila y la directora de InMujeres Mónica Xavier.

### Víctimas de terrorismo de Estado durante la dictadura cívico-militar
El 6 de marzo de 2025 se declaró oficialmente a la exvicepresidenta Lucía Topolansky como testigo por sus dichos a principios de 2025 sobre falsos testimonios de crímenes durante la dictadura luego de que el Tribunal de Apelaciones en lo Penal de 4° Turno rechazara la decisión de la jueza Verónica Pena de no citarla a declarar. El miércoles 12 de marzo el fiscal especializado en Crímenes de Lesa Humanidad, Ricardo Perciballe, pidió 15 años y seis meses de penitenciaría para los militares retirados Óscar Mario Roca, Ivo Morales y Abel Pérez por reiterados delitos de privación de libertad, con reiterados delitos de abuso de autoridad contra los detenidos y reiterados delitos de lesiones graves y torturas a 11 personas que ocurrieron en el Batallón de Infantería 9 de Fray Bentos entre los años 1980 y 1984, durante la época de la dictadura cívico militar. El jueves 27 de marzo la exvicepresidenta Topolansky declaró dos horas ante la Justicia por sus anteriores dichos, pero según Fiscalía «no aportó ningún nombre concreto ni ningún dato útil para la investigación». El lunes 21 de abril, a 51 años del asesinato de las conocidas como «Muchachas de Abril», el presidente Orsi se reunió con representantes de la organización de Madres y Familiares de Uruguayos Detenidos Desaparecidos.
El martes 22 de abril, la Justicia dispuso medida cautelar en un predio del Comando General de la Armada zona en el puerto de Montevideo ante información «verosímil» sobre la presencia de restos de desaparecidos. Previo a la primera Marcha del Silencio del gobierno, el lunes 19 de mayo, la secretaría de Derechos Humanos y la del Pasado Reciente realizó un homenaje a las madres de detenidos desaparecidos. Tras la Marcha, el miércoles 21 de mayo la subsecretaría del Ministerio del Interior anunció la reapertura de archivos de Inteligencia policial para buscar información sobre desaparecidos.

### Eutanasia
El jueves 13 de marzo  de 2025 se volvió a presentar en el Parlamento el proyecto de ley para regular la eutanasia que en el anterior período legislativo fue aprobado por la Cámara de Diputados, pero para luego naufragara en el Senado por falta de votos. El miércoles 16 de julio la Comisión de Salud de la Cámara de Diputados aprobó un proyecto de ley de eutanasia presentado por el FA, previsto a ser discutido a principios de agosto. Ese mismo día se rechazó la propuesta del senador Pedro Bordaberry, quien la presentó como «superadora de antagonismos». El proyecto de ley de eutanasia comenzó su debate en la Cámara de Representantes el martes 12 de agosto, pero fue aprobado en la madrugada del miércoles 13 por 64 a favor de 93 legisladores presentes al momento de la votación.

## Política en Defensa
El lunes 28 de abril de 2025 la ministra Sandra Lazo anunció el comienzo de una investigación administrativa por la compra de patrullas oceánicas OPV al astillero español Cardama durante el gobierno de Lacalle Pou; y por el cual en esas últimas semanas cuatro jerarcas de la Armada Nacional fueron sentenciados con arresto a rigor por entre 15 y 30 días como consecuencia de incumplimiento en sus responsabilidades. En mayo se confirmó la donación de Brasil de dos helicópteros Bell 206 de la década de 1970 para la Armada Nacional de Uruguay. El jueves 15 de mayo comenzó la construcción de las patrullas oceánicas OPV en España en medio de la investigación administrativa del Ministerio de Defensa; el acto de inicio no contó con la presencia de autoridades del gobierno de Yamandú Orsi.

## Política económica

### Inicio de la administración

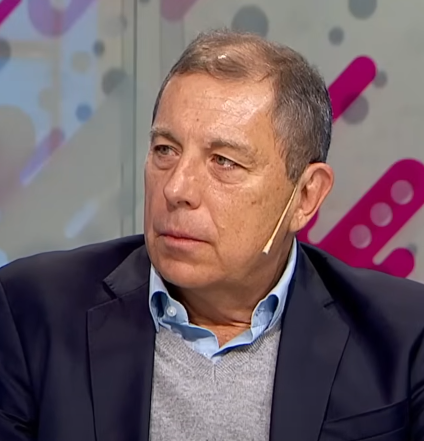
Gabriel Oddone, ministro de Economía y Finanzas del gobierno de Yamandú Orsi.

El miércoles 5 de marzo de 2025 se realizó el evento de asunción de las nuevas autoridades del Ministerio de Economía y Finanzas, encabezado por Gabriel Oddone. El lunes 10 de marzo Oddone se encontró con la bancada del Frente Amplio en el Palacio Legislativo para dar comienzo al trabajo de la primera Rendición de Cuentas del novel gobierno, señalado por dirigentes, como el secretario de presidencia Alejandro Sánchez, como el «punto de partida» de la implementación de las políticas económicas previstas. A la salida, Oddone prefirió no hacer comentarios ante la prensa sobre los dichos del prosecretario de presidencia, Jorge Díaz, que anteriormente se refirió a la situación de Uruguay como la «Ferrari está fundida» —en referencias a dichos previos del senador nacionalista Sebastián da Silva—. Sin embargo, sí afirmó: «la situación económica es de un país sólido […] pero que tiene enormes oportunidades de mejora y que, además, tiene una situación fiscal frágil. Es manejable, pero es frágil». El jueves 3 de abril, en una conferencia de prensa, el presidente Yamandú Orsi se alineó a los dichos del ministro Oddone del día anterior, desmarcándose de los dichos previos del senador Daniel Caggiani sobre la supuesta existencia de «bombas instaladas» en la economía.
En el Parlamento ante la vicepresidenta de la República, el lunes 2 de junio, el ministro Gabriel Oddone entregó la Rendición de Cuentas del ejercicio 2024, solicitando en su artículo 7° elevar el tope de deuda hasta un límite neto de endeudamiento para el ejercicio 2025 de US$ 3.450 millones. Además, otros artículos contemplaron, entre otros elementos, un refuerzo de US$ 62,3 millones para la Administración de Servicios de Salud del Estado —ASSE—, ante la deuda del organismo; también unos US$ 144 millones a favor del Ministerio de Transporte y Obras Públicas para saldar el diferendo con el Grupo Vía Central por la obra del Ferrocarril Central. Junto a ASSE, el Ferrocarril Central y otros elementos, el MEF pidió más de US$ 260 millones para cubrir deudas y compromisos.
En la madrugada del miércoles 18 de junio, la Cámara de Representantes aprobó el proyecto de ley de Rendición de Cuentas, tras una sesión que duró poco más de 15 horas, habilitándose el pasaje de la iniciativa del Poder Ejecutivo para que sea discutida a la brevedad en la Cámara de Senadores, donde el Frente Amplio tiene mayoría. El FA consiguió la aprobación de los artículos clave de la iniciativa —del 3° al 7°—, que consistían en un aumento del tope de endeudamiento solicitado por el Ministerio de Economía y el otorgamiento de partidas extra para ASSE y el Ministerio de Transporte y Obras Públicas, gracias a los votos de los legisladores de Cabildo Abierto que dieron mayoría en la Cámara baja. De acuerdo a medios periodísticos, el diputado cabildante Álvaro Perrone acordó semanas atrás con el secretario de presidencia, Alejandro Sánchez, en Torre Ejecutiva, que CA votaría la Rendición de Cuentas como la presentó el FA. Sánchez negó públicamente haber negociado previamente con Perrone. Finalmente, el miércoles 16 de julio, el Senado aprobó el proyecto de Rendición de Cuentas.

### Política comercial
A principios de abril de 2025, la Dirección Nacional de Aduanas —DNA— creó una unidad especializada para gestionar el proceso de control de los envíos postales internacionales, luego de que se diera un crecimiento exponencial de la mano de llegada de Temu a Uruguay entre 2024 y 2025. El jueves 5 de junio, el ministro Oddone en una conferencia de prensa en Artigas anunció cinco medidas para atender la situación actual de los comerciantes de los departamentos de la frontera con Brasil —como la eliminación del IVA mínimo, la reducción del 50% de la tasa básica, entre otros—. El miércoles 9 de julio, el ministro Oddone presentó distintas futuras medidas para facilitar los procesos de comercio exterior: la reducción del impuesto LATU a las exportaciones no tradicionales en un 20%, la eliminación de la tasa ANSE a las importaciones, y la quita del del anticipo especial de IRAE y del anticipo de IVA a las materias primas. El martes 5 de agosto por la noche se aprobó por unanimidad en la Cámara de Representantes el proyecto de ley enviado por el Poder Ejecutivo para establecer diversas medidas de apoyo al comercio en las zonas de frontera, con el objetivo de mitigar la diferencia cambiaria y la brecha de precios con Brasil y Argentina, como la creación de un régimen especial de comercio de frontera para importar de forma más simple, la reducción de hasta un 75% de aportes patronales de nuevos empleos formales, la eliminación del IVA mínimo y la reducción 50% de la tasa básica, que pasaría así del 22% al 11%. El martes 12 de agosto, el Senado aprobó este proyecto por unanimidad, solo modificando nuevamente su aplicación a 60 kilómetros de la frontera, tal como lo planteó originalmente el Poder Ejecutivo.

### Política en deuda
Tras el tercer Consejo de Ministros celebrado el jueves 26 de junio, Gabriel Oddone, anticipó que el gobierno establecerá una meta del nivel de deuda prudente de alrededor del 60% del PIB, como parte del capítulo de institucionalidad fiscal de la Ley de Presupuesto Quinquenal.

### Política impositiva
Tras el primer Consejo de Ministros del gobierno, el martes 25 de marzo de 2025, el gobierno anunció que extendería por un año más el descuento del 9% del IVA para el pago con medios electrónicos en el sector gastronómico, normativa que iba a quedar sin efecto el 30 de abril de ese año. En abril de 2025, la Dirección General Impositiva —DGI— totalizó 60.315 millones de pesos, significando su primera baja en la recaudación en 11 meses. El lunes 19 de mayo, en una conferencia sobre un acuerdo entre el gobierno y el consorcio Vía Central, el ministro Oddone previó como posible «cambios tributarios» pero sin aumentar la «presión fiscal».
A mediados de 2025 se plantó como una disputa interna del gobierno la idea de crear un impuesto para el 1% más rico del país, rechazada por el presidente Orsi y su administración así como por distintos sectores políticos del FA como el MPP; pero apoyada por el PCU, entre otros, y la central sindical PIT-CNT. El miércoles 30 de julio de 2025, en la 2ª Sesión Plenaria Extraordinaria del Congreso Nacional de Intendentes, el presidente Yamandú Orsi aludió en dos ocasiones a la creación de un «Banco Municipal» con el objetivo de recaudar los impuestos municipales en todo el país, como la contribución inmobiliaria rural y urbana, las tasas municipales, las tarifas de saneamiento, y el RUNAEV, para luego repartirla a las intendencias en función de su recaudación. El lunes 18 de agosto de 2025 el MEF anunció una batería de medidas enfocadas a promover las inversiones en el país, como la creación de una nueva unidad ejecutora fusionando a la COMAP y la Dirección Nacional de Zonas Francas, con el nombre de Dirección Nacional de Incentivo a la Inversión —Dinaii—.

### Política monetaria
El lunes 24 de marzo de 2025 asumió el economista Guillermo Tolosa como presidente del Banco Central del Uruguay, quien en rueda de prensa valoró la baja de la inflación, que en febrero de 2025 se ubicó en 5,1%, y afirmó que la meta es alcanzar el 4,5%.

### Política previsional
El miércoles 12 de marzo de 2025 se hicieron públicos los planes del MEF sobre la situación de la Caja de Jubilaciones y Pensiones de Profesionales Universitarios —CJPPU—, cuyas reservas alcanzan para cumplir sus obligaciones solo hasta junio de 2025, en las que el gobierno busca alternativas para estabilizar las finanzas de la caja que no impliquen un «salvataje» y conlleve «poner la menor cantidad de dinero posible», afirmó Oddone. Tras el primer Consejo de Ministros del gobierno, el martes 25 de marzo, se anunció la creación por decreto de una Comisión Sectorial de Protección y Seguridad Social, que funcionaría bajo la órbita de la OPP.
El viernes 11 de abril el presidente Orsi recibió un proyecto de ley creado por los ministerios de Economía y Trabajo y la OPP para ayudar a la CJPPU con vistas a los próximos 20 años mediante una reestructura en la gobernanza del organismo, aumentos de aporte de los profesionales activos sobre una nueva escalda de sueldos fictos, creación de una «contribución» de los pasivos, entre otras medidas. Este proyecto, que será posteriormente discutido en el Parlamento, fue rechazado por las autoridades de la Caja. El martes 22 de abril, se celebró la primera sesión del Comité Ejecutivo de la Comisión Sectorial de Protección y Seguridad Social, que definió una hoja de ruta en base a cuatro ejes prioritarios: protección a la infancia, sistema de cuidados, protección a las personas activas, jubilaciones y pensiones. El 30 de abril, en el marco del análisis del proyecto de ley de la CJPPU, las autoridades del Colegio de Contadores, Economistas y Administradores del Uruguay presentaron como planteo que todos los profesionales que se declararon en no ejercicio comiencen a aportar. El jueves 22 de mayo la CJPPU comunicó formalmente al gobierno que en julio no tendría los fondos suficientes para cubrir sus obligaciones. El martes 27 de mayo, el presidente Orsi y el ministro Oddone firmaron un decreto para transferir 583,6 millones de dólares al Servicio de Retiros y Pensiones de las Fuerzas Armadas —SRPFFAA—, más conocida como la Caja Militar.
En la mañana del jueves 29 de mayo, la Cámara de Diputados aprobó el proyecto de ley de reforma y rescate de la CJPPU, pero sin ser aprobados dos artículos previstos en el proyecto original propuesto por el Poder Ejecutivo: la «contribución pecuniaria» a los jubilados con carácter gradual, y un aumento de 18,5% a 22,5% del aporte de los activos creando una nueva escala de fictos —aunque la nueva escala de 15 escalones, previamente de 10, sí tuvo respaldo—. Dichos cambios pudieron ser realizados por la oposición —PN, PC, CA y PI— debido al retiro de sala de los dos diputados de Identidad Soberana. Tras distintas postergaciones, el miércoles 2 de julio el Senado aprobó el rescate de la Caja de Profesionales con acuerdo entre gobierno y oposición: aumento progresivo del aporte de los profesionales en actividad —partiendo en 18,5%, subiendo 2% en 2026, 1% más en 2027 y otro 1% en el 2028— y un nuevo aporte de los pasivos dividido por tres franjas —la primera con aporte extra de 0%, la segunda con 2% y la tercera con 5%—.
El lunes 14 de julio, el Partido Colorado y el Partido Nacional anunciaron su rechazo a formar parte de una instancia de «diálogo social» que convocó el gobierno para discutir cambios en la reforma del sistema de seguridad social a través del Comité Ejecutivo de la Comisión Sectorial de Protección y Seguridad Social. El rechazo fue compartido por el Partido Independiente y por Identidad Soberana, pero Cabildo Abierto aceptó formar parte. Tras esto, el presidente Orsi convocó a líderes de todos los partidos de oposición a reuniones particulares el jueves siguiente en Torre Ejecutiva. En la tarde del miércoles 16 de julio, se lanzó la instancia del Diálogo Social en el Auditorio del Sodre con presencia del presidente de la República y distintos representantes de sindicatos, empresas, organizaciones, la academia y la ciudadanía, con el objetivo de «construir acuerdos» en materia de seguridad social y pensiones, sistema de cuidados, pobreza infantil y el financiamiento del sistema. La hoja de ruta indicó que desde julio a noviembre de 2025 está previsto que se recopilen insumos, y entre octubre y abril de 2026 un documento final con acuerdos y propuestas. Al día siguiente, en Torre Ejecutiva, el presidente de la República se reunió con representantes de los partidos políticos de oposición.
El viernes 25 de julio, en una conferencia de prensa con los ministros Oddone y Castillo, se confirmó el incremento adicional del 3% para las jubilaciones mínimas, que se cobrará en dos cuotas y estará focalizado en las personas que perciban la pasividad de 20.057 pesos como único ingreso, que era parte del programa de campaña del FA y fue adelantado un día antes por el secretario de presidencia, Alejandro Sánchez.

### Política salarial y laboral
Tras el tercer Consejo de Ministros celebrado el jueves 26 de junio de 2025, el gobierno definió que el criterio con el que se elaborarán las pautas salarias para el Consejo de Salarios previstos para el siguiente jueves se daría en base a tres franjas salarias, con aumentos diferenciales: un sistema de «construcción de franjas» donde, el lineamiento general, es que la más baja tendrá ajustes salariales más grandes, mientras que la intermedia tendrá un aumento menor y, por último, la de ingresos más altos tendrá ajustes solo por inflación; definido por las autoridades como una desindexación salarial «refinada» —concepto que fue polémico entre autoridades del FA antes de la asunción—.
Previo a esto, el 27 de mayo de 2025, comenzó un largo conflicto en el sector de la pesca cuando su sindicato reclamó que los 28 pesqueros costeros contraten a otro tripulante para que realice las guardias en el puente mientras el capitán descansa, lo que los empresarios rechazaron porque incrementaba los costos operativos y por había un convenio vigente firmado en 2024 que no estipulaba dicha contratación. El miércoles 3 de julio, ocurrió un enfrentamiento entre fuerzas policiales y trabajadores de la pesca nucleados en el Sindicato Único de Trabajadores del Mar y Afines —Suntma—, en frente a la Torre Ejecutiva mientras protestaban en reclamo a salarios adeudados y mejores condiciones laborales.

### Juicios contra el Estado

#### Caso Aratirí
El 2 de abril de 2025 la Corte de Casación de Francia dejó sin efecto una sentencia emitida en febrero de 2023 por un Tribunal de Apelaciones que anulaba el laudo dictado por el tribunal que actuó en primera instancia en el CIADI en Estados Unidos en el marco del juicio internacional iniciado por los hijos del empresario indio Pramod Agarwal por el fallido proyecto minero de Aratirí durante la administración de José Mujica.

#### Caso de ahorristas del 2002 por la CIDH
El jueves 22 de mayo de 2025 la Corte Interamericana de Derechos Humanos —CIDH— condenó al Estado uruguayo a resarcir a cincuenta ahorristas del desaparecido Banco de Montevideo, institución protagonista de la grave crisis financiera del año 2002. Tras agotarse las instancias judiciales a nivel nacional, el caso se trasladó al CIDH e inició en 2011, arribando en 2025 su primer fallo.

## Política educativa y cultura

### Estructura educativa
El jueves 27 de marzo asumieron las nuevas autoridades del CODICEN - ANEP asignadas. El jueves 8 de mayo, el ministro de Educación y Cultura, José Carlos Mahía, envió un proyecto de decreto para derogar el decreto firmado el 26 de noviembre de 2024 por el presidente Lacalle Pou, mediante el cual se otorgó la «autorización definitiva» a cuatro universidades privadas —la Universidad Católica del Uruguay, la Universidad ORT, la Universidad de Montevideo, la Universidad de la Empresa y la Universidad Claeh—, así como a la ACJ. Según el artículo 29 del Decreto Ley N° 15.661, de 29 de octubre de 1984, las instituciones con «autorización definitiva» pueden, entre otros aspectos, «cambiar modalidades, modificar planes de estudio, cambiar la denominación del título final, […] sin otro trámite que informar al Ministerio de Educación y Cultura […]». El martes 3 de junio se derogó dicho decreto.

### Políticas educativas
A finales de marzo de 2025 se lanzó en proyecto Moña, en iniciativa conjunta del Ministerio del Interior y la ANEP, para promover convivencia respetuosa en las escuelas públicas. En junio se anunció que, a partir del mes siguiente, se implementaría un apoyo económico de 2500 pesos uruguayos a las familias con niñas y niños que asisten a centros educativos de Educación Inicial y Primaria de los quintiles más bajos. En mayo de 2025 se relanzó el Programa Nacional de Salud Visual Escolar, que había funcionado entre 2017 y 2019, para procurar garantizar el acceso y la equidad en salud visual en las escuelas públicas del país.

### Relación con sindicatos y juicios particulares
Iniciado el primer día de clases de la administración, el miércoles 5 de marzo, docentes de Las Piedras afiliados a la Asociación de Docentes de Educación Secundaria —ADES— realizaron un paro en protesta de la situación de superpoblación en varios grupos —con más de 40 alumnos en el aula— e inseguridad en el barrio. El presidente designado de la Administración Nacional de Educación Pública —ANEP—, Pablo Caggiani, afirmó que los paros docentes son «una medida legítima», pero «el primer día de clases es un día de bienvenida […] no es la mejor medida». El 18 de marzo de 2025, la justicia uruguaya falló a favor de la comunidad menonita en juicio contra la ANEP, organismo que denunció en 2023 que once niños de esta comunidad no asistían a centros educativos públicos ni privados, argumentando una supuesta vulneración del derecho a la educación niños, niñas y adolescentes. El 23 de abril, ANEP levantó sanciones a maestras de la escuela 35 de Montevideo que a inicios de 2023 leyeron una proclama sindical de ADEMU en contra de la «transformación educativa» del gobierno de Lacalle Pou. El viernes 9 de mayo la Justicia condenó en primera instancia a la ANEP por «accionar abusivo» contra dos profesoras del Liceo 1 de San José, con retribución total de US$ 25.000, por manifestarse en contra de la campaña Vivir sin miedo de 2019 cerca de instituciones educativas.
El 6 de junio el medio La Diaria informó que la Federación Nacional de Profesores de Enseñanza Secundaria —Fenapes— y la Dirección General de Educación Secundaria —DGES— llegaron a acuerdos por los cuales se revirtió decisiones de la gestión anterior; suspendiendo la elección de horas docentes por un año y asegurando libertad de cátedra para los docentes.

### Política en cultura
El lunes 26 de mayo de 2025, coincidiendo con la celebración del Día del Libro en Uruguay, que se conmemora en el aniversario de la fundación de la Biblioteca Nacional de Uruguay —BNU—, la directora de la institución, Rocío Schiappapietra, anunció que la sede principal de la institución en la avenida 18 de Julio cerraría al público a partir del día siguiente argumentando «crisis estructural» y de «usabilidad». El martes 17 de junio, tras concurrir a la Comisión de Educación de Diputados por el cierre de la Biblioteca Nacional, el ministro de Educación y Cultura, José Carlos Mahía, informó en rueda de prensa que el centro quedará totalmente abierto para el público general en el último trimestre del año.
El viernes 25 de julio, en el teatro Lavalleja, se desplegó la primera instancia del programa Espacios MEC, como una iniciativa para promover territorialmente el acceso a la cultura, la educación y la innovación.

## Política electoral y en comunicación

### Propuestas de reforma en el sistema electoral
El lunes 10 de marzo de 2025, dentro de la novel legislatura, la bancada del Frente Amplio desarchivó 39 proyectos de ley, entre ellos, uno que busca nuevamente habilitar el voto en el exterior. El lunes 12 de mayo el senador colorado Pedro Bordaberry presentó dos iniciativas para «reducir el período electoral sin afectar el cronograma, empezando en agosto con las [elecciones] internas y terminando en marzo con las departamentales» —y moviendo la asunción de las autoridades del Poder Ejecutivo al 10 de febrero, en lugar del 1.º de marzo—, así como una reducción del receso parlamentario de verano. Por ser una ley Constitucional, para ser aprobado debe contar con la sanción de  dos tercios del total de componentes de cada una de las cámaras dentro de una misma Legislatura, y sometido a plebiscito junto a las elecciones nacionales, en este caso las de 2029.

### Política en comunicación
El 1° de abril de 2025 el Poder Ejecutivo presidido por Yamandú Orsi suspendió el decreto N° 31/025, firmado por el entonces presidente Luis Lacalle Pou el 13 de febrero de ese año, que reglamentó la Ley de Servicios de Difusión de Contenido Audiovisual —o «Ley de Medios»—, promulgada en octubre de 2024. La suspensión se dio bajo el argumento de constatar «que la referida norma tendría disposiciones que no respetan el marco normativo vigente».
A principios de junio, el nuevo directorio de la empresa Antel revocó un plan comercial aprobado por la gestión anterior que permitía a empresas competidoras utilizar su infraestructura de fibra óptica. Además, el ente público anunció que no renovaría el contrato que establecía el pago de 3,6 millones de dólares por año a los canales privados 4, 10 y 12, por transmitir sus señales a través de sus dispositivos móviles.

## Política en energía

### Problemas energéticos
El domingo 16 de marzo de 2025, UTE experimentó un apagón para más de 175.000 usuarios de Montevideo y Canelones ese día por la mañana y el mediodía. El jueves 15 de mayo múltiples barrios de Montevideo experimentaron un corte de luz que afectó a más de 150 mil clientes de UTE y dejó varias avenidas sin semáforos funcionando.

### Política en combustibles

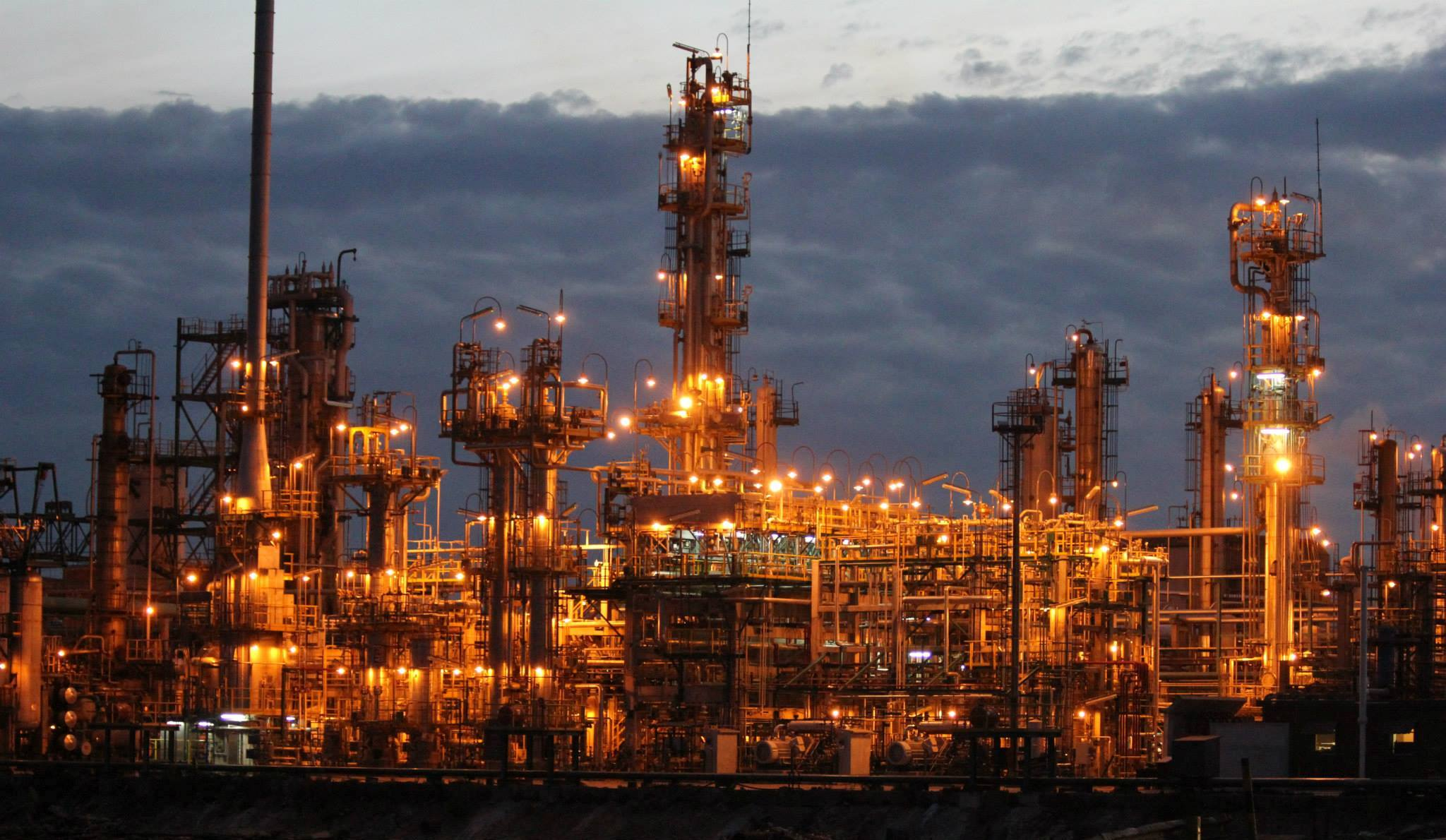
Refinería de La Teja, año 2013.

A finales de marzo y principios de abril de 2025, la oposición cuestionó dichos de la ministra de Industria Fernanda Cardona sobre un congelamiento de los precios de los combustibles durante dos meses; el cuestionamiento de la oposición apuntó al hecho de que las referencias internacionales daban margen para una baja. A finales de abril, el viernes 25, el presidente Orsi y la ministra Cardona brindaron una conferencia de prensa donde expresaron preocupación por los resultados financieros de ANCAP en 2024: una pérdida por US$ 118 millones y una deuda total de US$ 255 millones. Distintos dirigentes de la oposición calificaron la conferencia de prensa como una «excusa» del gobierno para realizar un ajuste fiscal en lugar de bajar los combustibles de acuerdo al Paridad de Precios de Importación ―PPI―. De acuerdo a estados contables publicados por ANCAP recopilados por el medio El Observador, exceptuando el año 2020, la empresa pública generó ganancias entre los años 2016 y 2023. Las razones de las pérdidas en 2024 se enumeran entre: los subsidios al portland y al supergás, la fijación de precios de venta por debajo de los valores calculados por la Unidad Reguladora de Servicios de Energía y Agua ―URSEA―, y la longeva parada técnica realizada en la refinería de la empresa en La Teja que duró alrededor de seis meses y que comenzó a operar a plena capacidad en junio.
El lunes 28 de abril de 2025, parlamentarios blancos y colorados resolvieron la convocatoria «urgente» a comisión parlamentaria a la ministra Fernanda Cardona por sus declaraciones, y el sector colorado Vamos Uruguay indicó la posibilidad de llamar a la jerarca a una interpelación en caso de un aumento del combustible. El jueves 1.º de mayo, el gobierno ajustó los precios de los combustibles para ese mes sin publicar previamente el informe de la URSEA sobre los PPI, lo que fue criticado por la oposición como una falta de transparencia. Al día siguiente, la ministra Cardona asistió al Parlamento para exponer sobre la situación. En más de seis horas de comisión los medios periodísticos rescataron que las dos diferencias de fondo fueron: la cantidad de información brindada u omitida, y el planteo de una posible reforma no concreta sobre los medios para determinar los precios de los combustibles. Un mes después, el viernes 30 de mayo, en una conferencia de prensa los ministros Gabriel Oddone y Fernanda Cardona anunciaron la baja de la nafta y el gasoil para junio —0,07 pesos por litro el primero y 2,39 pesos por litro el segundo—, y se comunicó un nuevo esquema de fijación de precios de los combustibles a ser incorporado el 1.º de julio: los ajustes pasarían a ser bimestrales, se toparían tanto en la suba como a la baja en el 7%, y se fijaría el factor de estabilización en $1,5 por litro de nafta y gasoil 50-S.

## Política exterior

### Continentes

#### América

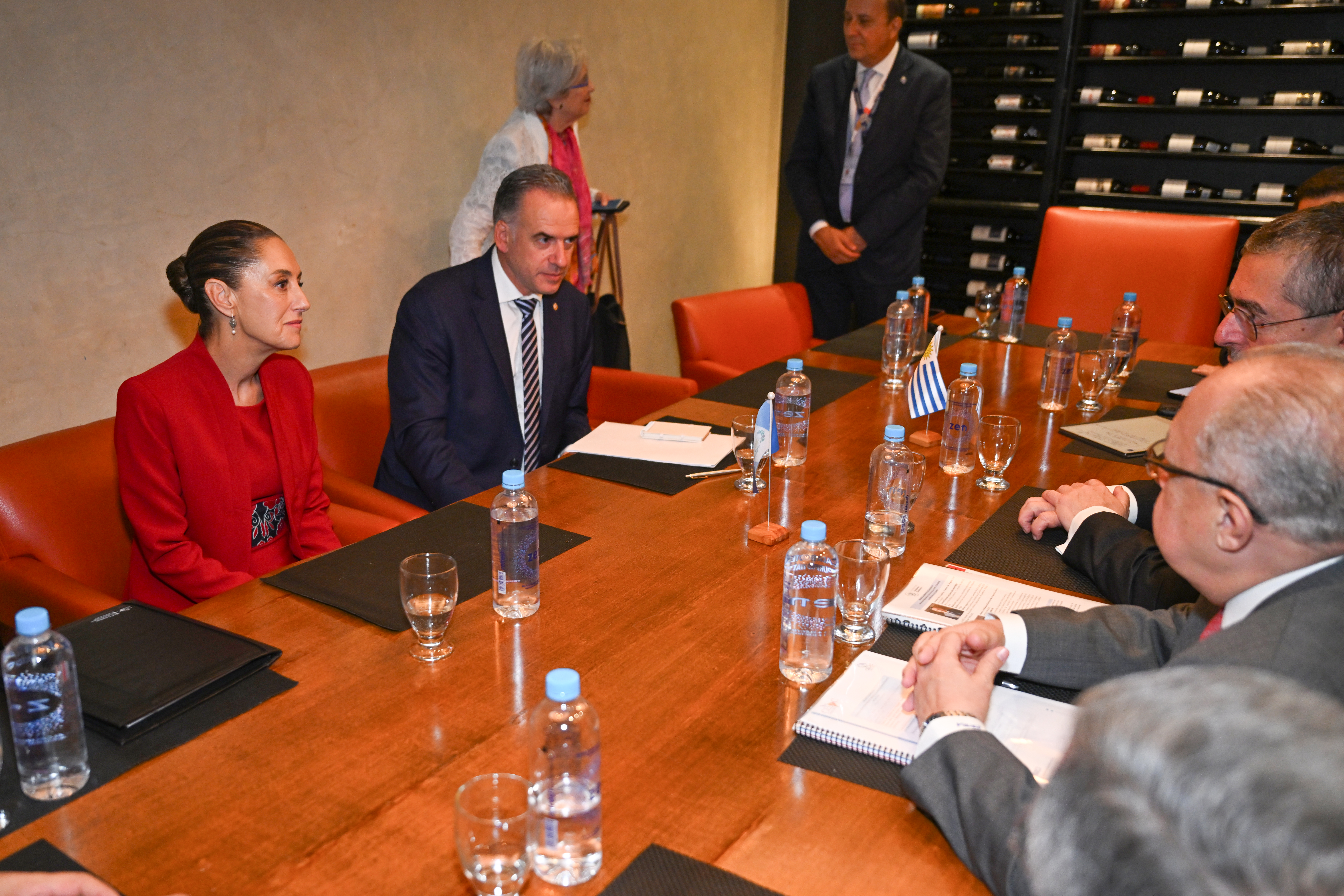
Reunión entre Yamandú Orsi, la presidenta mexicana Claudia Sheinbaum y el presidente guatemalteco Bernardo Arévalo en la Cumbre de la CELAC 2025.

Tras ganar el balotaje en noviembre de 2024, la primera visita oficial al exterior de Yamandú Orsi fue a Brasil, donde se reunió en Brasilia con el presidente Luiz Inácio Lula da Silva el viernes 29 de noviembre. El fortalecimiento de la relación bilateral entre Uruguay y Brasil durante el primer año de gobierno de Orsi también se evidenció en otros hechos relevantes, como la invitación realizada el 1 de marzo por el presidente Lula a Uruguay, México y Colombia para participar en la cumbre de los BRICS prevista para julio de 2025 en Río de Janeiro; el cambio de postura de Uruguay al retirar su respaldo al candidato paraguayo a la Secretaría General de la OEA, Rubén Ramírez Lezcano, para apoyar en su lugar al candidato promovido por Brasil, el canciller de Surinam, Albert Ramdin; y el respaldo político brasileño durante la Cumbre de la CELAC en 2025 para que Uruguay asuma la presidencia pro témpore del organismo en 2026. No obstante, el mayor giro en la política exterior uruguaya hacia América durante el primer año de gobierno se dio en relación a Venezuela. El 2 de marzo de 2025, en declaraciones al medio español El Mundo, el canciller Mario Lubetkin anunció que Uruguay dejaría de reconocer a Edmundo González Urrutia como presidente electo de Venezuela, aunque tampoco otorgaría reconocimiento al gobierno de Nicolás Maduro.

#### Asia
Al respecto de Asia Oriental, Yamandú Orsi afirmó tras ser electo que abandonaría la idea del gobierno de Lacalle Pou de buscar un Tratado de Libre Comercio bilateral con China. Según analistas, el plan del gobierno de Orsi sería buscar una relación bilateral basada en microacuerdos sectorizados, exploración de oportunidades comerciales y de inversión china en Uruguay.
En cuanto a Medio Oriente, el conflicto israelí-palestino causó rispideces iniciales dentro del gobierno y con otros actores nacionales. En marzo de 2025 el gobierno mantuvo la histórica posición uruguaya de defensa a la solución de dos Estados e instó al inmediato alto al fuego en Gaza, aunque las estructuras partidarias del Frente Amplio mantuvieron su posición de responsabilizar a Israel por la situación del conflicto e instó a clausurar la oficina uruguaya de innovación situada en Jerusalén desde diciembre de 2024. En abril el canciller Lubetkin ratificó que el gobierno mantendría dicha oficina en Israel, si bien días después autoridades de la Universidad de la República votaron por unanimidad un pedido de cierre de la oficina o no participarían en proyectos vinculados a la misma. A finales de mayo, el embajador uruguayo en Palestina fue parte de la delegación de diplomáticos que sufrió un ataque, que resultó sin heridos, de «tiros de advertencia» del ejército de Israel durante un recorrido por la localidad de Yenín a causa de «desviarse de la ruta aprobada».

## Política ganadera
El 3 de marzo de 2025, el Ministerio de Ganadería, Agricultura y Pesca ―MGAP―, con Alfredo Fratti como ministro, anunció que su primera medida sería declarar bajo prioridad sanitaria a todos los predios en los que haya vacunos relacionados con la gestión de Conexión Ganadera y otros fondos que son investigados. A mediados de marzo la Unidad Agroalimentaria Metropolitana ―UAM―, uno de los mayores centros logísticos y de comercialización mayorista de alimentos en Uruguay, alertó que para abril solo habría 3,5 millones de pesos, cuando se necesitan entre 40 y 45 millones de pesos mensuales para su funcionamiento, sumado a denuncias de «violencia institucional» hacia su presidente Daniel Garín. El 1 de abril autoridades de la UAM comparecieron ante la Comisión de Ganadería, Agricultura y Pesca del Parlamento, exponiendo la situación crítica y anticipando un déficit significativo a partir de junio de ese año. Meses después, el viernes 25 de julio, el intendente montevideano Mario Bergara cesó al presidente de la UAM, Daniel Garín.
El lunes 14 de julio, el MGAP anunció, a través de la Dirección de División Sanidad Animal ―DDSA―, la suspensión de los permisos para exportar ganado en pie con destino a faena inmediata. Al día siguiente, el ministro Alfredo Fratti confirmó, mediante conferencia de prensa, la suspensión momentánea de permisos para las exportaciones de ganado en pie, y que dichos permisos quedarían bajo control de presidencia y del MEF.

## Política en infraestructura y transporte
El lunes 19 de mayo de 2025, se realizó una conferencia de prensa, que contó con la presencia del presidente Yamandú Orsi, donde se informó la firma de un acuerdo entre el gobierno y el consorcio Grupo Vía Central tras una negociación que se desarrolló desde la asunción de mando, vinculada a pagos del consorcio, y poniendo fin al pedido de arbitraje internacional. En la misma conferencia, la ministra Lucía Etcheverry adelantó las intenciones del gobierno para lograr que el Ferrocarril Central pueda llevar a cabo el transporte de pasajeros. A finales de mayo, el Ministerio de Transporte y Obras Públicas ―MTOP― firmó un acuerdo con el CAF - Banco de Desarrollo de América Latina y el Caribe y la Corporación Nacional para el Desarrollo ―CND― por un préstamo no reembolsable por 250.000 dólares, con el fin de ejecutar una evaluación del sistema ferroviario y observar la viabilidad de revitalizar el transporte de pasajeros y sumar otras cargas al Ferrocarril Central, más allá del transporte de celulosa.

## Política de justicia

### Acusaciones delawfarea Fiscalía
Durante el gobierno encabezado por Yamandú Orsi ocurrieron distintos incidentes donde figuras públicas acusaron a la institución autónoma de la Fiscalía de llevar a cabo procesos judiciales por motivos políticos, más conocido como lawfare. Durante el primer año de gobierno resaltaron tres casos particulares: el del intendente frenteamplista de Salto, Andrés Lima; el del senador frenteamplista Charles Carrera; y el del intendente nacionalista de Soriano, Guillermo Besozzi.

### Cambios al Código de Proceso Penal
El 22 de abril de 2025 se comunicó que Presidencia crearía un grupo de trabajo para revisar el Código del Proceso Penal ―CPP― vigente desde 2017, liderado por el prosecretarío Jorge Díaz, exfiscal de Corte, quien promovió su elaboración en 2014. Su resolución fue firmada el 11 de abril por el presidente Orsi y los ministros Negro y Mahía. El anuncio se dio días después de una propuesta promovida por el diputado Conrado Rodríguez, y apoyada por el PN y el PC, de crear una comisión especial parlamentaria para revisar el CPP. El 30 de abril senadores de la oposición presentaron un proyecto de ley, a iniciativa del Colegio de Abogados del Uruguay, con modificaciones de «aspectos puntuales» del CPP. El viernes 9 de mayo el grupo creado por Presidencia y liderado por el prosecretario Díaz inició acciones para elaborar un anteproyecto de ley que luego el Poder Ejecutivo considere.

## Política en salud

### ASSE
El viernes 11 de julio de 2025, autoridades de la Administración de los Servicios de Salud del Estado ―ASSE― brindaron una conferencia de prensa para replicar a la acusación de algunos actores de la oposición sobre la creación de 52 nuevos puestos de trabajo en el organismo y aumentos de sueldos en 44 cargos ―aumento salarial total de US$ 3 millones entre marzo y junio de 2025―. El presidente de ASSE, Álvaro Danza, aseguró que la reestructura salarial definida «no se aplicó» y aseveró que «los datos difundidos a la opinión pública son falsos». El martes 15 de ese mes, el presidente de la Federación de Funcionarios de Salud Pública ―FFSP― aseguró que los aumentos de sueldos gerenciales  se cancelaron tras una reunión con el Directorio de ASSE.
El lunes 18 de agosto, el programa Así nos va de Radio Carve informó que el médico Álvaro Danza, presidente de ASSE, realiza horas de policlínica ―Asociación Española y Médica Uruguaya― cuando la legislación prohíbe a los miembros del directorio del organismo público de «jercer simultáneamente profesiones o actividades que, directa o indirectamente, se relacionen con ASSE», salvo «funciones docentes desempeñadas honorariamente en institutos de enseñanza superior». Ese mismo día, en una conferencia de prensa, el Partido Colorado pidió por estos motivos la renuncia de Álvaro Danza. Asimismo, el Ministerio de Salud Pública aseguró en un informe que Danza no está cometiendo una irregularidad. Tanto el presidente de la República, Yamandú Orsi, como el presidente del FA, Fernando Pereira, respaldaron a Danza.

### CASMU
En diciembre de 2024, el Comité Ejecutivo del Sindicato Médico del Uruguay constató dificultades financieras acarreadas por el Centro Asistencial del Sindicato Médico del Uruguay ―CASMU―, denunciadas por más de dos años. El 25 de marzo de 2025, tras el primer Consejo de Ministros del gobierno de Yamandú Orsi, se informó el envío de un proyecto de ley al Parlamento con el objetivo de brindar un marco legal necesario para resolver las dificultades financieras del CASMU. El proyecto fue enviado por el Poder Ejecutivo al día siguiente. El martes 1.º de abril el Parlamento votó favorablemente este proyecto por unanimidad, excepto por el primer artículo que fijaba la prórroga por un año de intervención, luego del decreto firmado por Luis Lacalle Pou a fines de julio de 2024 de intervenir CASMU por su situación, de modo que los interventores tengan «las más amplias facultades de contralor, fiscalización e investigación».

### Salud pública
El 20 de marzo de 2025, una comisión preinvestigadora solicitada por la diputada Nicolle Salle, con respaldo de su padre el también legislador Gustavo Salle, rechazó la idea de transformarse en una comisión investigadora de la gestión de la pandemia de COVID-19.  A mediados de mayo, el Ministerio de Salud Pública anunció la creación de una Agencia de Medicamentos para regular lo que se venda y suministre en todo el país. El lunes 26 de mayo, la ministra Cristina Lustemberg informó que a partir de julio el MSP brindaría la vacuna contra meningococo de manera gratuita para dos franjas etarias de jóvenes. El martes 3 de junio, en una conferencia de prensa presidida por la ministra Lustemberg y el presidente Orsi, se anunció la derogación de dos decretos del gobierno de Luis Lacalle Pou: el N.º 87/021, del 3 de marzo de 2021, y el N.º 282/2022, del 2 de setiembre de 2022, sobre el uso de productos electrónicos de tabaco calentado y el empaquetado y etiquetado neutro de productos de tabaco, respectivamente. El miércoles 11 de junio, tras un acuerdo con la Confederación de Organizaciones de Funcionarios del Estado ―COFE―, el gobierno resolvió suspender por 60 días el decreto sobre licencias médicas de los trabajadores públicos que había comenzado a regir en abril de 2024, durante la administración de Luis Lacalle Pou.

## Política de seguridad

### Seguridad interna
El 4 de marzo de 2025, el ministro de Interior, Carlos Negro, se reunió con los 19 jefes de policía y presentó «principales lineamientos y acciones prioritarias de gestión», y anunció visitas durante ese mes a las 19 jefaturas. Durante la asunción oficial del ministro Negro, este expresó los tres principales ejes de acción del Ministerio de Interior del novel gobierno: atender los «altos niveles de violencia que han elevado el número de homicidios», enfocarse en «la gran cantidad de armas que facilita que se cometan los crímenes», y en mejorar «un sistema penitenciario que ha demostrado que las cárceles son una parte importante del problema». El miércoles 19 de marzo se adelantó que se relanzaría el programa «Pelota al Medio a la Esperanza», iniciado en 2019. El lunes 24 de marzo el ministro Carlos Negro brindó una conferencia de prensa a raíz del asesinato de un funcionario de la Guardia Republicana en Toledo el pasado viernes, donde afirmó que el Ministerio se encontraba desarrollando un «plan nacional de seguridad pública» con un «alcance de quizás los cinco años de gestión». A lo largo del mes de marzo de 2025 se experimentaron repetidas amenazas de bomba falsas en centros comerciales y universidades.
El martes 29 de abril el ministro Negro compareció junto a gran parte de su equipo ante la Comisión Especial de Seguridad Pública y Convivencia del Senado, donde se explicó que acciones fueron tomadas hasta el momento y el estado del desarrollo de su plan de seguridad que comenzará a aplicar definitivamente a partir de 2026, pero cuyas últimas fases y etapas estarán recién culminadas en mayo de ese año. Varios de estos planes fueron, aseguró el ministro, una política de desarme para controlar las armas nos registradas o el estudio de la prohibición de circular de a dos personas en una motocicleta para evitar los «robos piraña». El martes 3 de junio, tras hacerse pública, dirigentes del Frente Amplio criticaron una compra por US$ 33 millones de cámaras de vigilancia por parte del Ministerio del Interior del gobierno de Luis Lacalle Pou dos días después del balotaje de 2024. Al día siguiente, el ministro Negro afirmó que la compra era necesaria. El jueves 6 de julio, el ministro Negro afirmó que se plantearía una convocatoria a los partidos para abordar el Plan Nacional de Seguridad Pública ―PNSP―. A finales de ese mes, el miércoles 23 de julio, el ministro Negro se reunió con líderes y dirigentes de los partidos políticos con dicho fin; y el lunes 28 de julio se lanzó «Encuentros por Seguridad», como parte del proceso participativo del Plan Nacional de Seguridad Pública ―PNSP―.

### Política contra el crimen organizado y lavado de activos
Tras el segundo Consejo de Ministros, del martes 22 de abril, el Poder Ejecutivo emitió un decreto que creó el Sistema Integrado de Lucha contra el Crimen Organizado y el Narcotráfico ―SILCON―, coordinado por Presidencia  e integrado por las carteras de Interior, Educación y Cultura, Economía y Finanzas y otras secretarías; y se anunció que la Comisión Coordinadora contra el Lavado de Activos y el Financiamiento del Terrorismo estaba trabajando en modificaciones a la Ley de Lavado, prevista a ser remitidas al Parlamento en los primeros días de mayo. El martes 13 de mayo el presidente Orsi encabezó el primer encuentro del SILCON. El lunes 28 de julio una comisión parlamentaria recibió al prosecretario de presidencia Jorge Díaz en relación a la creación del SILCON.

### Política penitenciaria
A inicios del gobierno, durante el primer Consejo de Ministros y un documento de 63 compromisos que asumió la administración, se tomó en cuenta la creación de un Ministerio de Justicia, encargado del sistema penitenciario entre otras áreas. A principios de junio, ante la restricción del posible primer presupuesto, el presidente aseguró tomar una postura «más gradual» sobre su creación. Ese mismo mes, el jueves 26, luego de la muerte de cuatro reclusos en un incendio ocurrido en la tarde del lunes 16 de junio en una celda del ex Comcar, el ministro del Interior, Carlos Negro, compareció en la Comisión Especial de Seguimiento de la Situación Carcelaria del Parlamento. Ante su comparecencia, el ministro Negro presentó planteó ocho «medidas urgentes» enfocadas en los módulos más críticos del ex Comcar.

### Ciberseguridad
El 17 de marzo de 2025 la página web de la Dirección Nacional de Aviación Civil e Infraestructura Aeronáutica  ―DINACIA― fue hackeada, siendo publicados un número de celular del presidente Yamandú Orsi y del director de la Agencia de Gobierno Electrónico y Sociedad de la Información y del Conocimiento ―AGESIC―. El 19 de marzo el Ministerio de Desarrollo Social ―MIDES― fue víctima de un ciberataque en el que se filtraron nombres, cédulas de identidad y otros datos de la red interna de la cartera acerca de cientos de uruguayos. Ese mismo día también fue víctima la página web de Buquebus Turismo, donde se apuntó nuevamente con un mensaje antipolítico. El 29 de marzo fue imputado un adolescente de 18 años por la vulneración a las páginas web del MIDES, DINACIA y Buquebus, entre otras. El lunes 7 de abril ocurrió un nuevo ciberataque en la página del MIDES, donde se filtraron más de 37 mil formularios con datos personales. El viernes 6 de junio se comunicó un hackeó que sufrió una plataforma del Ministerio de Trabajo y Seguridad Social en el que fueron filtrados 350.800 datos personales.

## Política en vivienda y asistencia social

### Política en vivienda
El primer decreto del gobierno de Yamandú Orsi se firmó el 21 de marzo de 2025, fijando nuevos valores de la Unidad Reajustable —UR— y de la Unidad Reajustable de Alquileres —URA—. El martes 25 de marzo, en el primer Consejo de Ministros del gobierno, el presidente Orsi firmó un decreto, sin hacerlo público en la posterior conferencia de prensa, que extendió por un año el régimen de promoción de inversiones —vía exoneraciones tributarias— aplicable al área de la construcción que instauró el anterior gobierno, encabezado por el expresidente Luis Lacalle Pou, a fines de abril de 2020 a través del Decreto 138/020 bajo el amparo de la Ley de Promoción y Protección de Inversiones.
A principios de abril de 2025, el Ministerio de Vivienda y Ordenamiento Territorial ―MVOT― confirmó que reactivaría luego de una pausa de 10 años la Comisión Asesora de Vivienda ―COAVI―, un espacio de diálogo encargado de proponer soluciones habitacionales; y el lanzamiento de un programa de streaming para comunicar sus políticas denominado «Viviend@ Uruguay». El jueves 17 de abril de 2025 la ministra Cecilia Cairo renunció a su cargo a raíz de una polémica sobre irregularidades de su vivienda; fue sustituida oficialmente el lunes 21 de abril por Tamara Paysero.
El jueves 14 de agosto de 2025, la ministra Tamara Paseyro compareció en la Comisión de Vivienda y Territorio de la Cámara Diputados donde expuso las modificaciones que planea realizar el gobierno en el programa de Vivienda Promovida, como la unificación del régimen de subsidios con el sistema público de vivienda, entre otros.

### Política en asistencia social
El martes 17 de junio de 2025 se reinstaló la Comisión Honoraria Consultiva de Vivienda para jubilados y pensionistas, que funcionó entre 2010 y 2019. El lunes 23 de junio de 2025 las autoridades del Sistema Nacional de Emergencias ―Sinae―, los ministerios de Desarrollo Social, Salud Pública, Interior y Defensa Nacional, y la Administración de Servicios de Salud del Estado ―ASSE― brindaron una conferencia de prensa en la que el gobierno anunció la activación de una «alerta pública de nivel rojo y alcance nacional» por el estado de las personas en situación de calle, tras la confirmación de la sexta persona fallecida por las bajas temperaturas ese mismo día. El martes 1.º de julio el ministro del MIDES, Gonzalo Civila, compareció ante la Comisión de Población y Desarrollo de Diputados por esta situación.

## Encuestas de opinión
| Encuestadora        | Fecha                                    | Aprueba | Desaprueba | Ni apr. / Ni des. | No opina |
| ------------------- | ---------------------------------------- | ------- | ---------- | ----------------- | -------- |
| Nómade              | 12 - 19 de julio de 2025                 | 34,8%   | 29,8%      | 28,2%             | 7,2%     |
| Equipos Consultores | 17 de junio de 2025 - 2 de julio de 2025 | 44%     | 21%        | 30%               | 5%       |
| Ágora               | 1 - 7 de junio de 2025                   | 38,5%   | 28,5%      | 28%               | 5%       |
| Nómade              | 3 - 9 de mayo de 2025                    | 31,8%   | 22,8%      | 36,7%             | 8,7%     |
| Cifra               | 9 - 19 de abril de 2025                  | 41%     | 18%        | 15%               | 26%      |
| Equipos Consultores | Abril de 2025                            | 41%     | 14%        | 32%               | 13%      |
| Cifra               | 17 - 30 de marzo de 2025                 | 37%     | 15%        | 19%               | 29%      |

| Encuestadora        | Fecha                                    | Imagen positiva | Imagen negativa | Otros |
| ------------------- | ---------------------------------------- | --------------- | --------------- | ----- |
| CB Consultora       | 21 - 25 de julio de 2025                 | 50,3%           | 47,3%           | 2,4%  |
| Equipos Consultores | 17 de junio de 2025 - 2 de julio de 2025 | 54%             | 22%             | 24%   |
| CB Consultora       | 14 - 20 de junio de 2025                 | 47,2%           | 46,7%           | 6,1%  |
| Factum              | 25 de mayo - 11 de junio de 2025         | 46%             | 22%             | 32%   |
| CB Consultora       | 19 - 22 de mayo de 2025                  | 48,8%           | 47,2%           | 4,0%  |
| Cifra               | 9 - 19 de abril de 2025                  | 64%             | 20%             | 16%   |
| Equipos Consultores | Abril de 2025                            | 51%             | 23%             | 26%   |
| CB Consultora       | 11 - 16 de abril de 2025                 | 51,3%           | 44,5%           | 4,2%  |
| Cifra               | 17 - 30 de marzo de 2025                 | 63%             | 24%             | 13%   |
| Cifra               | 14 - 25 de febrero de 2025               | 62%             | 21%             | 17%   |

## Controversias públicas

### Viviendas no regularizadas de jerarcas públicos

#### Vivienda no regularizada de la ministra Cecilia Cairo

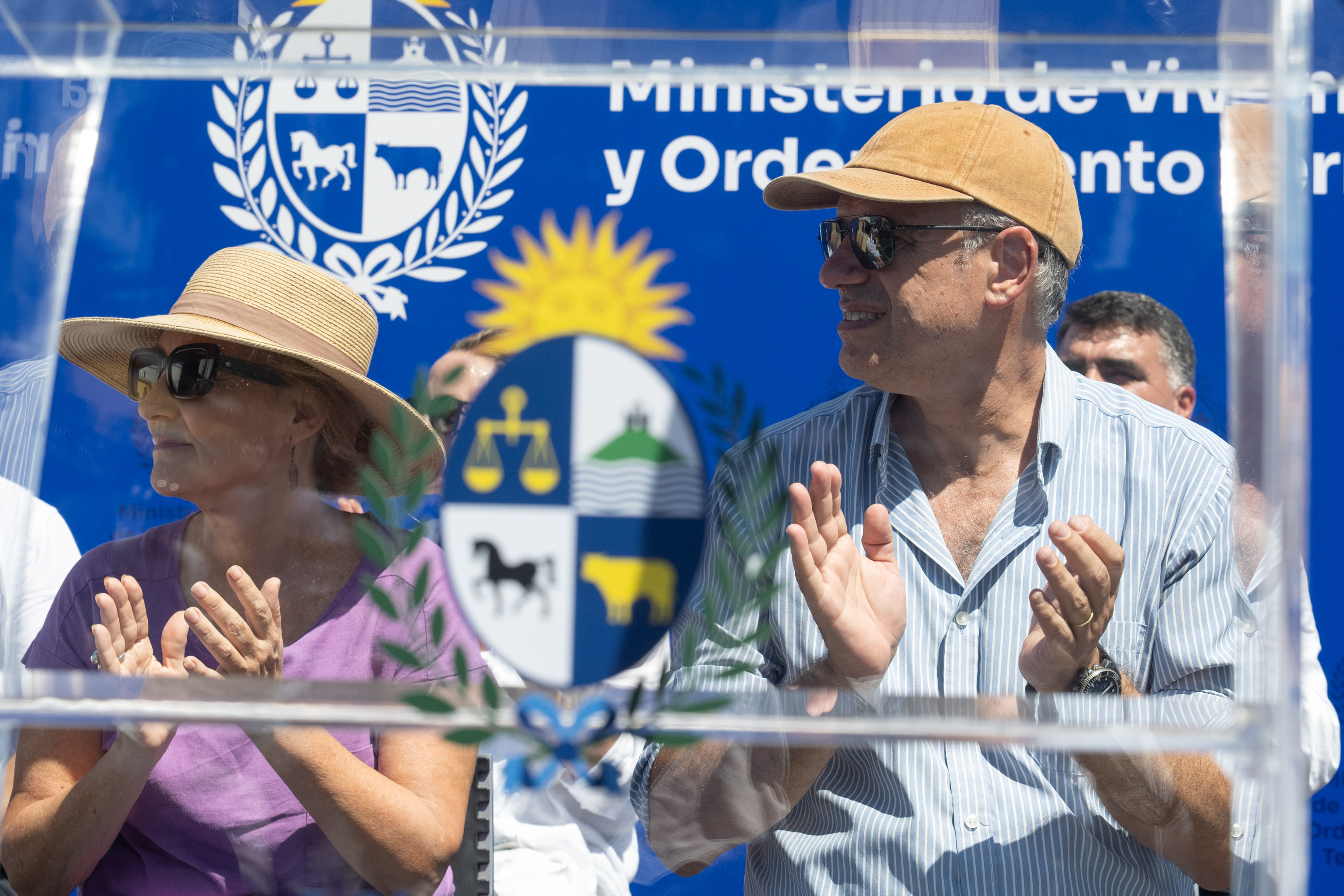
Carolina Cosse y Yamandú Orsi durante el acto de asunción de la ministra Cairo, el 7 de marzo de 2025 en el barrio Campo Galusso.

El martes 15 de abril de 2025, en el programa La Pecera de Azul FM, la ministra de Vivienda, Cecilia Cairo, confirmó que su casa no está regularizada en la Dirección Nacional de Castrato y por lo tanto lleva décadas abonando la contribución inmobiliaria como si viviera en un terreno baldío. Según el informe presentado en el programa, Cairo solo abonó dos cuotas del Impuesto de Primaria —tributo anual que grava las propiedades fiscales y se destina a financiar la educación pública—, por un total de 89 pesos uruguayos. Ese mismo día, tras hacerse público, dirigentes de la oposición pidieron su renuncia o llamarían a la interpelación de la Ministra. Ese martes la ministra brindó una rueda de prensa en la que la jerarca confirmó haber hablado con el presidente y descartó una posible renuncia a su cargo: «no cometí ningún delito, tengo una deuda y la voy a pagar». El MPP descartó emitir algún tipo de declaración, pero la cuenta oficial del sector en X y legisladores y dirigentes apoyaron a la ministra una vez que culminó la conferencia en su casa.
Al día siguiente, el presidente del Frente Amplio, Fernando Pereira, afirmó en una entrevista con el medio Telemundo que «no hay ningún delito», y comparó el caso con el de Valeria Ripoll, excandidata a la vicepresidencia por el Partido Nacional, por sostener deudas. El jueves 17, la prensa supo que el presidente Orsi se pronunciaría sobre el caso el día sábado 19 desde Soriano, en el marco de la celebración de los 200 años del desembarco de los Treinta y Tres Orientales. Sin embargo, ese mismo jueves a la tarde, la ministra Cairo terminó presentando su renuncia al presidente Orsi, previo a la prevista declaración pública del mandatario. El viernes 18 el presidente Yamandú Orsi confirmó a través de X la renuncia de Cairo, y los medios de prensa filtraron que la próxima ministra de Vivienda sería Tamara Paseyro, la entonces directora nacional de Integración Social y Urbana. Asimismo, se supo que Cairo volvería al Parlamento, pero no al Senado, sino a la Cámara de Representantes. Al día siguiente, en Soriano, el presidente se refirió por primera vez ante la prensa sobre el caso.
El lunes 21 de abril el presidente confirmó a Tamara Paseyro como nueva ministra de Vivienda, y al día siguiente participó en el segundo Consejo de Ministros del gobierno. En las semanas posteriores este caso generó una discusión pública sobre los considerables aportes que realizan los dirigentes del MPP a su sector político.

#### Vivienda de verano de Rodrigo Arim

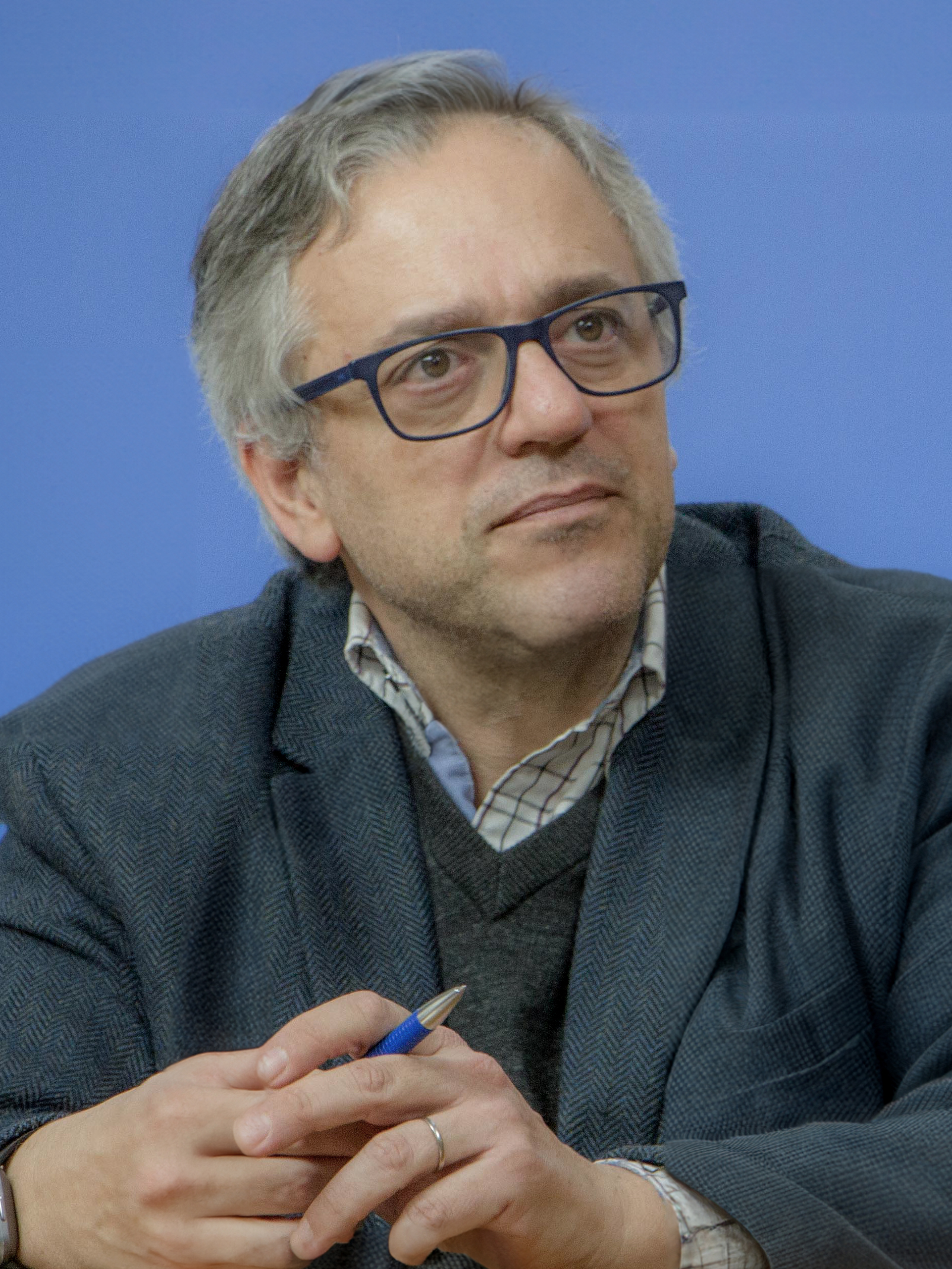
Rodrigo Arim en 2022.

Semanas después del caso de la ministra Cecilia Cairo, el martes 29 de abril en el programa La Pecera de Azul FM se informó que Rodrigo Arim, director de la OPP y exrector de la Udelar, nunca regularizó su vivienda de verano en el balneario Solís, en Maldonado; un terreno que adquirió en 2011 de 898 metros cuadrados donde construyó una casa de 127 metros cuadrados entre 2015 y 2026. Sin embargo, en la Dirección Nacional de Catastro solo se constaban 24 metros cuadrados edificados, lo que derivó en una exoneración automática del impuesto de Primaria por parte de la Dirección General Impositiva.
Ese mismo día Arim ofreció una conferencia de prensa donde defendió la regularidad de su casa, y afirmó que como «la casa tiene defectos constructivos que requieren de obra adicional» no solicitó el final de la obra. Ese mismo día, el presidente Orsi, consultado al respecto, sostuvo que no tiene «bien claro» cuál es la situación del director de la OPP, pero que lo contactaría «si es necesario». Algunos dirigentes del Partido Nacional opinaron que el caso era distinto al de Cecilia Cairo, mientras que el senador colorado Andrés Ojeda sentenció por X que el exrector de la Udelar debería renunciar como lo hizo la exministra, y que no descartaría acciones parlamentarias.
El viernes 2 de mayo el presidente Orsi afirmó que el caso «ya está resuelto». A consecuencia de ambos casos, a principios de mayo el diputado colorado Felipe Schipani presentó un proyecto de ley para que jerarcas que asuman cargos políticos y de particular confianza presenten, dentro de los 60 días posteriores a su asunción, un «certificado libre de deudas». El presidente Orsi no expresó desacuerdo con el proyecto, aunque planteó dudas sobre su aplicación. El viernes 24 de mayo, el director de Catastro informó que el expediente del caso de Rodrigo Arim fue archivado; a pesar de reclamos desde la oposición afirmando similitud al caso de Cecilia Cairo.

### Irregularidad de jerarca de la Administración Nacional de Puertos
A principios de abril de 2025 hubo cruces con la oposición cuando el ingeniero Pablo Genta, nuevo presidente por el FA de la Administración Nacional de Puertos —ANP— y perteneciente al MPP, generó con su asunción 22 remociones de cargos del organismo portuario. Según fuentes periodísticas, unas semanas antes de asumir Genta se reunió con la directora vocal de la ANP por el FA, Alejandra Koch, perteneciente al Partido Socialista, con el propósito de analizar los cambios en gerencias, jefaturas y mandos medios en dicha institución portuaria. El miércoles 30 de abril, Alejandra Koch asumió como vicepresidenta de la ANP, y en su primera sesión en el cargo votó el ascenso de su esposo Ricardo Suárez, que incluía un aumento salarial considerable, el ascenso para su chofer particular, y de otros funcionarios afines al Partido Socialista.
Tras pedidos de informes parlamentarios sobre el hecho, Alejandra Koch presentó su renuncia el viernes 2 de mayo, lo que fue confirmado por la ministra de Transporte y Obras Públicas Lucía Etcheverry por la red social X el 3 de mayo. El presidente del Frente Amplio, Fernando Pereira, no tomó como «grave» la renuncia de la vicepresidenta de la ANP, y remarcó que la oposición tiene una «obsesión» por marcar los errores del gobierno.

### Compra de terrenos en Florida «en honor a José Mujica» por el Instituto Nacional de Colonización

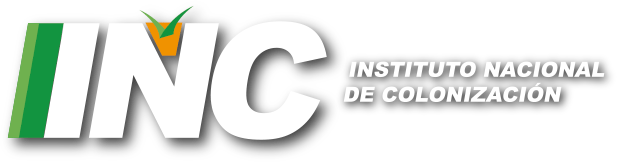

El miércoles 2 de abril de 2025 asumió como nuevo presidente del Instituto Nacional de Colonización ―INC―, Eduardo Viera Magliano, quien se presentó en su discurso de la siguiente manera: «soy un colono desde el año 2013, productor lechero de toda la vida». Poco más de un mes después, el martes 13 de mayo de 2025, falleció en su residencia el expresidente de la República José «Pepe» Mujica, tras un período largo de enfermedad. Al día siguiente aconteció el cortejo fúnebre del exmandatario con destino al Palacio Legislativo; al pasar por la sede del MPP el secretario de presidencia Alejandro «Pacha» Sánchez arengó: «en honor al viejo, a ocho kilómetros de Cerro Norte, en Florida, hoy el Instituto Nacional de Colonización compró 4.000 hectáreas para los trabajadores rurales». Según información recopilada por el medio El País, ese miércoles el directorio del Instituto Nacional de Colonización ―INC― votó, solo con los votos oficialistas, la compra estatal de 4.404 hectáreas de campo de buen índice Coneat, o con buena productividad, en el departamento de Florida, por una inversión de alrededor de US$ 32.5 millones.
Tras el anuncio de esta compra, el senador nacionalista Sebastián da Silva indicó que se citaría «de forma urgente» al ministro Alfredo Fratti. A partir de los cuestionamientos a la compra, se expuso de manera pública que el nuevo presidente del INC, Eduardo Viera, estaba en condición de colono y de deudor de aportes al BPS, deudas reclamadas por la misma INC. Dirigentes colorados pidieron la renuncia del jerarca, catalogando el hecho como una violación al artículo 200 de la Constitución de la República. El martes 20 de mayo, el catedrático de Derecho Constitucional, Martín Risso, opinó que el presidente del INC estaba constitucionalmente impedido de asumir el cargo. Al día siguiente, el presidente Yamandú Orsi reconoció ante la prensa una falta ante el artículo 200, aunque defendió que Viera siguiera en el cargo si deja de ser colono. Se manejaron otras posibilidades, como que el jerarca dejara de ser colono cediendo el contrato a un familiar, pero finalmente el jueves 29 de mayo Eduardo Viera comunicó la renuncia a su cargo en una conferencia de prensa acompañado por el ministro Alfredo Fratti. Meses después, el miércoles 13 de agosto de 2025, el ministro Fratti compareció ante el Senado, convocado por la oposición, para analizar la compra de la estancia María Dolores por parte del INC, lo que fue la primera interpelación de un ministro de la gestión de Yamandú Orsi.